# Defensa índia de rei
La defensa índia de rei és una obertura d'escacs que sorgeix després dels moviments inicials:
1. d4 Cf6
2. c4 g6
Les negres volen continuar amb 3...Ag7 i 4...d6.
La defensa Grünfeld sorgeix si les negres, en canvi, juguen 3...d5, i es considera una obertura independent. Les principals opcions blanques al tercer moviment són 3.Cc3, 3.Cf3 o 3.g3, i contra qualsevol de les tres són jugables tant l'índia de rei com la Grünfeld.
|  |

## Introducció
La defensa índia de rei és una obertura hipermoderna, en què les negres permeten deliberadament que les blanques prenguin el control del centre amb els seus peons, amb la idea de disputar-lo posteriorment amb les jugades ...e5 o ...c5. Fins a mitjans dels 1930, era vista en general com a altament sospitosa, però l'anàlisi i la seva utilització de banda de tres forts jugadors ucraïnesos en particular —Oleksandr Konstantinopolski, Issaak Boleslavski, i David Bronstein— van ajudar molt a fer la defensa molt més respectada i popular. És una obertura dinàmica, excepcionalment complexa, i favorita dels exCampions del món Garri Kaspàrov, Bobby Fischer, i Mikhaïl Tal; també destacadíssims jugadors d'elit hi han contribuït, com ara els Grans Mestres Víktor Kortxnoi, Miguel Najdorf, Iefim Hèl·ler, John Nunn, Svetozar Gligorić, Wolfgang Uhlmann, Ilià Smirin, i Teimur Radjàbov.

## Variants principals
Les variants principals de l'índia de rei són:

### Variant clàssica
La variant clàssica és 3.Cc3 Ag7 4.e4 d6 5.Cf3 0-0 6.Ae2 e5
|   | a | b | c | d | e | f | g | h |   |
| 8 | a8 negres torre · b8 negres cavall · c8 negres alfil · d8 negres dama · f8 negres torre · g8 negres rei · a7 negres peó · b7 negres peó · c7 negres peó · f7 negres peó · g7 negres alfil · h7 negres peó · d6 negres peó · f6 negres cavall · g6 negres peó · e5 negres peó · c4 blanques peó · d4 blanques peó · e4 blanques peó · c3 blanques cavall · f3 blanques cavall · a2 blanques peó · b2 blanques peó · e2 blanques alfil · f2 blanques peó · g2 blanques peó · h2 blanques peó · a1 blanques torre · c1 blanques alfil · d1 blanques dama · e1 blanques rei · h1 blanques torre | a8 negres torre · b8 negres cavall · c8 negres alfil · d8 negres dama · f8 negres torre · g8 negres rei · a7 negres peó · b7 negres peó · c7 negres peó · f7 negres peó · g7 negres alfil · h7 negres peó · d6 negres peó · f6 negres cavall · g6 negres peó · e5 negres peó · c4 blanques peó · d4 blanques peó · e4 blanques peó · c3 blanques cavall · f3 blanques cavall · a2 blanques peó · b2 blanques peó · e2 blanques alfil · f2 blanques peó · g2 blanques peó · h2 blanques peó · a1 blanques torre · c1 blanques alfil · d1 blanques dama · e1 blanques rei · h1 blanques torre | a8 negres torre · b8 negres cavall · c8 negres alfil · d8 negres dama · f8 negres torre · g8 negres rei · a7 negres peó · b7 negres peó · c7 negres peó · f7 negres peó · g7 negres alfil · h7 negres peó · d6 negres peó · f6 negres cavall · g6 negres peó · e5 negres peó · c4 blanques peó · d4 blanques peó · e4 blanques peó · c3 blanques cavall · f3 blanques cavall · a2 blanques peó · b2 blanques peó · e2 blanques alfil · f2 blanques peó · g2 blanques peó · h2 blanques peó · a1 blanques torre · c1 blanques alfil · d1 blanques dama · e1 blanques rei · h1 blanques torre | a8 negres torre · b8 negres cavall · c8 negres alfil · d8 negres dama · f8 negres torre · g8 negres rei · a7 negres peó · b7 negres peó · c7 negres peó · f7 negres peó · g7 negres alfil · h7 negres peó · d6 negres peó · f6 negres cavall · g6 negres peó · e5 negres peó · c4 blanques peó · d4 blanques peó · e4 blanques peó · c3 blanques cavall · f3 blanques cavall · a2 blanques peó · b2 blanques peó · e2 blanques alfil · f2 blanques peó · g2 blanques peó · h2 blanques peó · a1 blanques torre · c1 blanques alfil · d1 blanques dama · e1 blanques rei · h1 blanques torre | a8 negres torre · b8 negres cavall · c8 negres alfil · d8 negres dama · f8 negres torre · g8 negres rei · a7 negres peó · b7 negres peó · c7 negres peó · f7 negres peó · g7 negres alfil · h7 negres peó · d6 negres peó · f6 negres cavall · g6 negres peó · e5 negres peó · c4 blanques peó · d4 blanques peó · e4 blanques peó · c3 blanques cavall · f3 blanques cavall · a2 blanques peó · b2 blanques peó · e2 blanques alfil · f2 blanques peó · g2 blanques peó · h2 blanques peó · a1 blanques torre · c1 blanques alfil · d1 blanques dama · e1 blanques rei · h1 blanques torre | a8 negres torre · b8 negres cavall · c8 negres alfil · d8 negres dama · f8 negres torre · g8 negres rei · a7 negres peó · b7 negres peó · c7 negres peó · f7 negres peó · g7 negres alfil · h7 negres peó · d6 negres peó · f6 negres cavall · g6 negres peó · e5 negres peó · c4 blanques peó · d4 blanques peó · e4 blanques peó · c3 blanques cavall · f3 blanques cavall · a2 blanques peó · b2 blanques peó · e2 blanques alfil · f2 blanques peó · g2 blanques peó · h2 blanques peó · a1 blanques torre · c1 blanques alfil · d1 blanques dama · e1 blanques rei · h1 blanques torre | a8 negres torre · b8 negres cavall · c8 negres alfil · d8 negres dama · f8 negres torre · g8 negres rei · a7 negres peó · b7 negres peó · c7 negres peó · f7 negres peó · g7 negres alfil · h7 negres peó · d6 negres peó · f6 negres cavall · g6 negres peó · e5 negres peó · c4 blanques peó · d4 blanques peó · e4 blanques peó · c3 blanques cavall · f3 blanques cavall · a2 blanques peó · b2 blanques peó · e2 blanques alfil · f2 blanques peó · g2 blanques peó · h2 blanques peó · a1 blanques torre · c1 blanques alfil · d1 blanques dama · e1 blanques rei · h1 blanques torre | a8 negres torre · b8 negres cavall · c8 negres alfil · d8 negres dama · f8 negres torre · g8 negres rei · a7 negres peó · b7 negres peó · c7 negres peó · f7 negres peó · g7 negres alfil · h7 negres peó · d6 negres peó · f6 negres cavall · g6 negres peó · e5 negres peó · c4 blanques peó · d4 blanques peó · e4 blanques peó · c3 blanques cavall · f3 blanques cavall · a2 blanques peó · b2 blanques peó · e2 blanques alfil · f2 blanques peó · g2 blanques peó · h2 blanques peó · a1 blanques torre · c1 blanques alfil · d1 blanques dama · e1 blanques rei · h1 blanques torre | 8 |
| 7 | a8 negres torre · b8 negres cavall · c8 negres alfil · d8 negres dama · f8 negres torre · g8 negres rei · a7 negres peó · b7 negres peó · c7 negres peó · f7 negres peó · g7 negres alfil · h7 negres peó · d6 negres peó · f6 negres cavall · g6 negres peó · e5 negres peó · c4 blanques peó · d4 blanques peó · e4 blanques peó · c3 blanques cavall · f3 blanques cavall · a2 blanques peó · b2 blanques peó · e2 blanques alfil · f2 blanques peó · g2 blanques peó · h2 blanques peó · a1 blanques torre · c1 blanques alfil · d1 blanques dama · e1 blanques rei · h1 blanques torre | a8 negres torre · b8 negres cavall · c8 negres alfil · d8 negres dama · f8 negres torre · g8 negres rei · a7 negres peó · b7 negres peó · c7 negres peó · f7 negres peó · g7 negres alfil · h7 negres peó · d6 negres peó · f6 negres cavall · g6 negres peó · e5 negres peó · c4 blanques peó · d4 blanques peó · e4 blanques peó · c3 blanques cavall · f3 blanques cavall · a2 blanques peó · b2 blanques peó · e2 blanques alfil · f2 blanques peó · g2 blanques peó · h2 blanques peó · a1 blanques torre · c1 blanques alfil · d1 blanques dama · e1 blanques rei · h1 blanques torre | a8 negres torre · b8 negres cavall · c8 negres alfil · d8 negres dama · f8 negres torre · g8 negres rei · a7 negres peó · b7 negres peó · c7 negres peó · f7 negres peó · g7 negres alfil · h7 negres peó · d6 negres peó · f6 negres cavall · g6 negres peó · e5 negres peó · c4 blanques peó · d4 blanques peó · e4 blanques peó · c3 blanques cavall · f3 blanques cavall · a2 blanques peó · b2 blanques peó · e2 blanques alfil · f2 blanques peó · g2 blanques peó · h2 blanques peó · a1 blanques torre · c1 blanques alfil · d1 blanques dama · e1 blanques rei · h1 blanques torre | a8 negres torre · b8 negres cavall · c8 negres alfil · d8 negres dama · f8 negres torre · g8 negres rei · a7 negres peó · b7 negres peó · c7 negres peó · f7 negres peó · g7 negres alfil · h7 negres peó · d6 negres peó · f6 negres cavall · g6 negres peó · e5 negres peó · c4 blanques peó · d4 blanques peó · e4 blanques peó · c3 blanques cavall · f3 blanques cavall · a2 blanques peó · b2 blanques peó · e2 blanques alfil · f2 blanques peó · g2 blanques peó · h2 blanques peó · a1 blanques torre · c1 blanques alfil · d1 blanques dama · e1 blanques rei · h1 blanques torre | a8 negres torre · b8 negres cavall · c8 negres alfil · d8 negres dama · f8 negres torre · g8 negres rei · a7 negres peó · b7 negres peó · c7 negres peó · f7 negres peó · g7 negres alfil · h7 negres peó · d6 negres peó · f6 negres cavall · g6 negres peó · e5 negres peó · c4 blanques peó · d4 blanques peó · e4 blanques peó · c3 blanques cavall · f3 blanques cavall · a2 blanques peó · b2 blanques peó · e2 blanques alfil · f2 blanques peó · g2 blanques peó · h2 blanques peó · a1 blanques torre · c1 blanques alfil · d1 blanques dama · e1 blanques rei · h1 blanques torre | a8 negres torre · b8 negres cavall · c8 negres alfil · d8 negres dama · f8 negres torre · g8 negres rei · a7 negres peó · b7 negres peó · c7 negres peó · f7 negres peó · g7 negres alfil · h7 negres peó · d6 negres peó · f6 negres cavall · g6 negres peó · e5 negres peó · c4 blanques peó · d4 blanques peó · e4 blanques peó · c3 blanques cavall · f3 blanques cavall · a2 blanques peó · b2 blanques peó · e2 blanques alfil · f2 blanques peó · g2 blanques peó · h2 blanques peó · a1 blanques torre · c1 blanques alfil · d1 blanques dama · e1 blanques rei · h1 blanques torre | a8 negres torre · b8 negres cavall · c8 negres alfil · d8 negres dama · f8 negres torre · g8 negres rei · a7 negres peó · b7 negres peó · c7 negres peó · f7 negres peó · g7 negres alfil · h7 negres peó · d6 negres peó · f6 negres cavall · g6 negres peó · e5 negres peó · c4 blanques peó · d4 blanques peó · e4 blanques peó · c3 blanques cavall · f3 blanques cavall · a2 blanques peó · b2 blanques peó · e2 blanques alfil · f2 blanques peó · g2 blanques peó · h2 blanques peó · a1 blanques torre · c1 blanques alfil · d1 blanques dama · e1 blanques rei · h1 blanques torre | a8 negres torre · b8 negres cavall · c8 negres alfil · d8 negres dama · f8 negres torre · g8 negres rei · a7 negres peó · b7 negres peó · c7 negres peó · f7 negres peó · g7 negres alfil · h7 negres peó · d6 negres peó · f6 negres cavall · g6 negres peó · e5 negres peó · c4 blanques peó · d4 blanques peó · e4 blanques peó · c3 blanques cavall · f3 blanques cavall · a2 blanques peó · b2 blanques peó · e2 blanques alfil · f2 blanques peó · g2 blanques peó · h2 blanques peó · a1 blanques torre · c1 blanques alfil · d1 blanques dama · e1 blanques rei · h1 blanques torre | 7 |
| 6 | a8 negres torre · b8 negres cavall · c8 negres alfil · d8 negres dama · f8 negres torre · g8 negres rei · a7 negres peó · b7 negres peó · c7 negres peó · f7 negres peó · g7 negres alfil · h7 negres peó · d6 negres peó · f6 negres cavall · g6 negres peó · e5 negres peó · c4 blanques peó · d4 blanques peó · e4 blanques peó · c3 blanques cavall · f3 blanques cavall · a2 blanques peó · b2 blanques peó · e2 blanques alfil · f2 blanques peó · g2 blanques peó · h2 blanques peó · a1 blanques torre · c1 blanques alfil · d1 blanques dama · e1 blanques rei · h1 blanques torre | a8 negres torre · b8 negres cavall · c8 negres alfil · d8 negres dama · f8 negres torre · g8 negres rei · a7 negres peó · b7 negres peó · c7 negres peó · f7 negres peó · g7 negres alfil · h7 negres peó · d6 negres peó · f6 negres cavall · g6 negres peó · e5 negres peó · c4 blanques peó · d4 blanques peó · e4 blanques peó · c3 blanques cavall · f3 blanques cavall · a2 blanques peó · b2 blanques peó · e2 blanques alfil · f2 blanques peó · g2 blanques peó · h2 blanques peó · a1 blanques torre · c1 blanques alfil · d1 blanques dama · e1 blanques rei · h1 blanques torre | a8 negres torre · b8 negres cavall · c8 negres alfil · d8 negres dama · f8 negres torre · g8 negres rei · a7 negres peó · b7 negres peó · c7 negres peó · f7 negres peó · g7 negres alfil · h7 negres peó · d6 negres peó · f6 negres cavall · g6 negres peó · e5 negres peó · c4 blanques peó · d4 blanques peó · e4 blanques peó · c3 blanques cavall · f3 blanques cavall · a2 blanques peó · b2 blanques peó · e2 blanques alfil · f2 blanques peó · g2 blanques peó · h2 blanques peó · a1 blanques torre · c1 blanques alfil · d1 blanques dama · e1 blanques rei · h1 blanques torre | a8 negres torre · b8 negres cavall · c8 negres alfil · d8 negres dama · f8 negres torre · g8 negres rei · a7 negres peó · b7 negres peó · c7 negres peó · f7 negres peó · g7 negres alfil · h7 negres peó · d6 negres peó · f6 negres cavall · g6 negres peó · e5 negres peó · c4 blanques peó · d4 blanques peó · e4 blanques peó · c3 blanques cavall · f3 blanques cavall · a2 blanques peó · b2 blanques peó · e2 blanques alfil · f2 blanques peó · g2 blanques peó · h2 blanques peó · a1 blanques torre · c1 blanques alfil · d1 blanques dama · e1 blanques rei · h1 blanques torre | a8 negres torre · b8 negres cavall · c8 negres alfil · d8 negres dama · f8 negres torre · g8 negres rei · a7 negres peó · b7 negres peó · c7 negres peó · f7 negres peó · g7 negres alfil · h7 negres peó · d6 negres peó · f6 negres cavall · g6 negres peó · e5 negres peó · c4 blanques peó · d4 blanques peó · e4 blanques peó · c3 blanques cavall · f3 blanques cavall · a2 blanques peó · b2 blanques peó · e2 blanques alfil · f2 blanques peó · g2 blanques peó · h2 blanques peó · a1 blanques torre · c1 blanques alfil · d1 blanques dama · e1 blanques rei · h1 blanques torre | a8 negres torre · b8 negres cavall · c8 negres alfil · d8 negres dama · f8 negres torre · g8 negres rei · a7 negres peó · b7 negres peó · c7 negres peó · f7 negres peó · g7 negres alfil · h7 negres peó · d6 negres peó · f6 negres cavall · g6 negres peó · e5 negres peó · c4 blanques peó · d4 blanques peó · e4 blanques peó · c3 blanques cavall · f3 blanques cavall · a2 blanques peó · b2 blanques peó · e2 blanques alfil · f2 blanques peó · g2 blanques peó · h2 blanques peó · a1 blanques torre · c1 blanques alfil · d1 blanques dama · e1 blanques rei · h1 blanques torre | a8 negres torre · b8 negres cavall · c8 negres alfil · d8 negres dama · f8 negres torre · g8 negres rei · a7 negres peó · b7 negres peó · c7 negres peó · f7 negres peó · g7 negres alfil · h7 negres peó · d6 negres peó · f6 negres cavall · g6 negres peó · e5 negres peó · c4 blanques peó · d4 blanques peó · e4 blanques peó · c3 blanques cavall · f3 blanques cavall · a2 blanques peó · b2 blanques peó · e2 blanques alfil · f2 blanques peó · g2 blanques peó · h2 blanques peó · a1 blanques torre · c1 blanques alfil · d1 blanques dama · e1 blanques rei · h1 blanques torre | a8 negres torre · b8 negres cavall · c8 negres alfil · d8 negres dama · f8 negres torre · g8 negres rei · a7 negres peó · b7 negres peó · c7 negres peó · f7 negres peó · g7 negres alfil · h7 negres peó · d6 negres peó · f6 negres cavall · g6 negres peó · e5 negres peó · c4 blanques peó · d4 blanques peó · e4 blanques peó · c3 blanques cavall · f3 blanques cavall · a2 blanques peó · b2 blanques peó · e2 blanques alfil · f2 blanques peó · g2 blanques peó · h2 blanques peó · a1 blanques torre · c1 blanques alfil · d1 blanques dama · e1 blanques rei · h1 blanques torre | 6 |
| 5 | a8 negres torre · b8 negres cavall · c8 negres alfil · d8 negres dama · f8 negres torre · g8 negres rei · a7 negres peó · b7 negres peó · c7 negres peó · f7 negres peó · g7 negres alfil · h7 negres peó · d6 negres peó · f6 negres cavall · g6 negres peó · e5 negres peó · c4 blanques peó · d4 blanques peó · e4 blanques peó · c3 blanques cavall · f3 blanques cavall · a2 blanques peó · b2 blanques peó · e2 blanques alfil · f2 blanques peó · g2 blanques peó · h2 blanques peó · a1 blanques torre · c1 blanques alfil · d1 blanques dama · e1 blanques rei · h1 blanques torre | a8 negres torre · b8 negres cavall · c8 negres alfil · d8 negres dama · f8 negres torre · g8 negres rei · a7 negres peó · b7 negres peó · c7 negres peó · f7 negres peó · g7 negres alfil · h7 negres peó · d6 negres peó · f6 negres cavall · g6 negres peó · e5 negres peó · c4 blanques peó · d4 blanques peó · e4 blanques peó · c3 blanques cavall · f3 blanques cavall · a2 blanques peó · b2 blanques peó · e2 blanques alfil · f2 blanques peó · g2 blanques peó · h2 blanques peó · a1 blanques torre · c1 blanques alfil · d1 blanques dama · e1 blanques rei · h1 blanques torre | a8 negres torre · b8 negres cavall · c8 negres alfil · d8 negres dama · f8 negres torre · g8 negres rei · a7 negres peó · b7 negres peó · c7 negres peó · f7 negres peó · g7 negres alfil · h7 negres peó · d6 negres peó · f6 negres cavall · g6 negres peó · e5 negres peó · c4 blanques peó · d4 blanques peó · e4 blanques peó · c3 blanques cavall · f3 blanques cavall · a2 blanques peó · b2 blanques peó · e2 blanques alfil · f2 blanques peó · g2 blanques peó · h2 blanques peó · a1 blanques torre · c1 blanques alfil · d1 blanques dama · e1 blanques rei · h1 blanques torre | a8 negres torre · b8 negres cavall · c8 negres alfil · d8 negres dama · f8 negres torre · g8 negres rei · a7 negres peó · b7 negres peó · c7 negres peó · f7 negres peó · g7 negres alfil · h7 negres peó · d6 negres peó · f6 negres cavall · g6 negres peó · e5 negres peó · c4 blanques peó · d4 blanques peó · e4 blanques peó · c3 blanques cavall · f3 blanques cavall · a2 blanques peó · b2 blanques peó · e2 blanques alfil · f2 blanques peó · g2 blanques peó · h2 blanques peó · a1 blanques torre · c1 blanques alfil · d1 blanques dama · e1 blanques rei · h1 blanques torre | a8 negres torre · b8 negres cavall · c8 negres alfil · d8 negres dama · f8 negres torre · g8 negres rei · a7 negres peó · b7 negres peó · c7 negres peó · f7 negres peó · g7 negres alfil · h7 negres peó · d6 negres peó · f6 negres cavall · g6 negres peó · e5 negres peó · c4 blanques peó · d4 blanques peó · e4 blanques peó · c3 blanques cavall · f3 blanques cavall · a2 blanques peó · b2 blanques peó · e2 blanques alfil · f2 blanques peó · g2 blanques peó · h2 blanques peó · a1 blanques torre · c1 blanques alfil · d1 blanques dama · e1 blanques rei · h1 blanques torre | a8 negres torre · b8 negres cavall · c8 negres alfil · d8 negres dama · f8 negres torre · g8 negres rei · a7 negres peó · b7 negres peó · c7 negres peó · f7 negres peó · g7 negres alfil · h7 negres peó · d6 negres peó · f6 negres cavall · g6 negres peó · e5 negres peó · c4 blanques peó · d4 blanques peó · e4 blanques peó · c3 blanques cavall · f3 blanques cavall · a2 blanques peó · b2 blanques peó · e2 blanques alfil · f2 blanques peó · g2 blanques peó · h2 blanques peó · a1 blanques torre · c1 blanques alfil · d1 blanques dama · e1 blanques rei · h1 blanques torre | a8 negres torre · b8 negres cavall · c8 negres alfil · d8 negres dama · f8 negres torre · g8 negres rei · a7 negres peó · b7 negres peó · c7 negres peó · f7 negres peó · g7 negres alfil · h7 negres peó · d6 negres peó · f6 negres cavall · g6 negres peó · e5 negres peó · c4 blanques peó · d4 blanques peó · e4 blanques peó · c3 blanques cavall · f3 blanques cavall · a2 blanques peó · b2 blanques peó · e2 blanques alfil · f2 blanques peó · g2 blanques peó · h2 blanques peó · a1 blanques torre · c1 blanques alfil · d1 blanques dama · e1 blanques rei · h1 blanques torre | a8 negres torre · b8 negres cavall · c8 negres alfil · d8 negres dama · f8 negres torre · g8 negres rei · a7 negres peó · b7 negres peó · c7 negres peó · f7 negres peó · g7 negres alfil · h7 negres peó · d6 negres peó · f6 negres cavall · g6 negres peó · e5 negres peó · c4 blanques peó · d4 blanques peó · e4 blanques peó · c3 blanques cavall · f3 blanques cavall · a2 blanques peó · b2 blanques peó · e2 blanques alfil · f2 blanques peó · g2 blanques peó · h2 blanques peó · a1 blanques torre · c1 blanques alfil · d1 blanques dama · e1 blanques rei · h1 blanques torre | 5 |
| 4 | a8 negres torre · b8 negres cavall · c8 negres alfil · d8 negres dama · f8 negres torre · g8 negres rei · a7 negres peó · b7 negres peó · c7 negres peó · f7 negres peó · g7 negres alfil · h7 negres peó · d6 negres peó · f6 negres cavall · g6 negres peó · e5 negres peó · c4 blanques peó · d4 blanques peó · e4 blanques peó · c3 blanques cavall · f3 blanques cavall · a2 blanques peó · b2 blanques peó · e2 blanques alfil · f2 blanques peó · g2 blanques peó · h2 blanques peó · a1 blanques torre · c1 blanques alfil · d1 blanques dama · e1 blanques rei · h1 blanques torre | a8 negres torre · b8 negres cavall · c8 negres alfil · d8 negres dama · f8 negres torre · g8 negres rei · a7 negres peó · b7 negres peó · c7 negres peó · f7 negres peó · g7 negres alfil · h7 negres peó · d6 negres peó · f6 negres cavall · g6 negres peó · e5 negres peó · c4 blanques peó · d4 blanques peó · e4 blanques peó · c3 blanques cavall · f3 blanques cavall · a2 blanques peó · b2 blanques peó · e2 blanques alfil · f2 blanques peó · g2 blanques peó · h2 blanques peó · a1 blanques torre · c1 blanques alfil · d1 blanques dama · e1 blanques rei · h1 blanques torre | a8 negres torre · b8 negres cavall · c8 negres alfil · d8 negres dama · f8 negres torre · g8 negres rei · a7 negres peó · b7 negres peó · c7 negres peó · f7 negres peó · g7 negres alfil · h7 negres peó · d6 negres peó · f6 negres cavall · g6 negres peó · e5 negres peó · c4 blanques peó · d4 blanques peó · e4 blanques peó · c3 blanques cavall · f3 blanques cavall · a2 blanques peó · b2 blanques peó · e2 blanques alfil · f2 blanques peó · g2 blanques peó · h2 blanques peó · a1 blanques torre · c1 blanques alfil · d1 blanques dama · e1 blanques rei · h1 blanques torre | a8 negres torre · b8 negres cavall · c8 negres alfil · d8 negres dama · f8 negres torre · g8 negres rei · a7 negres peó · b7 negres peó · c7 negres peó · f7 negres peó · g7 negres alfil · h7 negres peó · d6 negres peó · f6 negres cavall · g6 negres peó · e5 negres peó · c4 blanques peó · d4 blanques peó · e4 blanques peó · c3 blanques cavall · f3 blanques cavall · a2 blanques peó · b2 blanques peó · e2 blanques alfil · f2 blanques peó · g2 blanques peó · h2 blanques peó · a1 blanques torre · c1 blanques alfil · d1 blanques dama · e1 blanques rei · h1 blanques torre | a8 negres torre · b8 negres cavall · c8 negres alfil · d8 negres dama · f8 negres torre · g8 negres rei · a7 negres peó · b7 negres peó · c7 negres peó · f7 negres peó · g7 negres alfil · h7 negres peó · d6 negres peó · f6 negres cavall · g6 negres peó · e5 negres peó · c4 blanques peó · d4 blanques peó · e4 blanques peó · c3 blanques cavall · f3 blanques cavall · a2 blanques peó · b2 blanques peó · e2 blanques alfil · f2 blanques peó · g2 blanques peó · h2 blanques peó · a1 blanques torre · c1 blanques alfil · d1 blanques dama · e1 blanques rei · h1 blanques torre | a8 negres torre · b8 negres cavall · c8 negres alfil · d8 negres dama · f8 negres torre · g8 negres rei · a7 negres peó · b7 negres peó · c7 negres peó · f7 negres peó · g7 negres alfil · h7 negres peó · d6 negres peó · f6 negres cavall · g6 negres peó · e5 negres peó · c4 blanques peó · d4 blanques peó · e4 blanques peó · c3 blanques cavall · f3 blanques cavall · a2 blanques peó · b2 blanques peó · e2 blanques alfil · f2 blanques peó · g2 blanques peó · h2 blanques peó · a1 blanques torre · c1 blanques alfil · d1 blanques dama · e1 blanques rei · h1 blanques torre | a8 negres torre · b8 negres cavall · c8 negres alfil · d8 negres dama · f8 negres torre · g8 negres rei · a7 negres peó · b7 negres peó · c7 negres peó · f7 negres peó · g7 negres alfil · h7 negres peó · d6 negres peó · f6 negres cavall · g6 negres peó · e5 negres peó · c4 blanques peó · d4 blanques peó · e4 blanques peó · c3 blanques cavall · f3 blanques cavall · a2 blanques peó · b2 blanques peó · e2 blanques alfil · f2 blanques peó · g2 blanques peó · h2 blanques peó · a1 blanques torre · c1 blanques alfil · d1 blanques dama · e1 blanques rei · h1 blanques torre | a8 negres torre · b8 negres cavall · c8 negres alfil · d8 negres dama · f8 negres torre · g8 negres rei · a7 negres peó · b7 negres peó · c7 negres peó · f7 negres peó · g7 negres alfil · h7 negres peó · d6 negres peó · f6 negres cavall · g6 negres peó · e5 negres peó · c4 blanques peó · d4 blanques peó · e4 blanques peó · c3 blanques cavall · f3 blanques cavall · a2 blanques peó · b2 blanques peó · e2 blanques alfil · f2 blanques peó · g2 blanques peó · h2 blanques peó · a1 blanques torre · c1 blanques alfil · d1 blanques dama · e1 blanques rei · h1 blanques torre | 4 |
| 3 | a8 negres torre · b8 negres cavall · c8 negres alfil · d8 negres dama · f8 negres torre · g8 negres rei · a7 negres peó · b7 negres peó · c7 negres peó · f7 negres peó · g7 negres alfil · h7 negres peó · d6 negres peó · f6 negres cavall · g6 negres peó · e5 negres peó · c4 blanques peó · d4 blanques peó · e4 blanques peó · c3 blanques cavall · f3 blanques cavall · a2 blanques peó · b2 blanques peó · e2 blanques alfil · f2 blanques peó · g2 blanques peó · h2 blanques peó · a1 blanques torre · c1 blanques alfil · d1 blanques dama · e1 blanques rei · h1 blanques torre | a8 negres torre · b8 negres cavall · c8 negres alfil · d8 negres dama · f8 negres torre · g8 negres rei · a7 negres peó · b7 negres peó · c7 negres peó · f7 negres peó · g7 negres alfil · h7 negres peó · d6 negres peó · f6 negres cavall · g6 negres peó · e5 negres peó · c4 blanques peó · d4 blanques peó · e4 blanques peó · c3 blanques cavall · f3 blanques cavall · a2 blanques peó · b2 blanques peó · e2 blanques alfil · f2 blanques peó · g2 blanques peó · h2 blanques peó · a1 blanques torre · c1 blanques alfil · d1 blanques dama · e1 blanques rei · h1 blanques torre | a8 negres torre · b8 negres cavall · c8 negres alfil · d8 negres dama · f8 negres torre · g8 negres rei · a7 negres peó · b7 negres peó · c7 negres peó · f7 negres peó · g7 negres alfil · h7 negres peó · d6 negres peó · f6 negres cavall · g6 negres peó · e5 negres peó · c4 blanques peó · d4 blanques peó · e4 blanques peó · c3 blanques cavall · f3 blanques cavall · a2 blanques peó · b2 blanques peó · e2 blanques alfil · f2 blanques peó · g2 blanques peó · h2 blanques peó · a1 blanques torre · c1 blanques alfil · d1 blanques dama · e1 blanques rei · h1 blanques torre | a8 negres torre · b8 negres cavall · c8 negres alfil · d8 negres dama · f8 negres torre · g8 negres rei · a7 negres peó · b7 negres peó · c7 negres peó · f7 negres peó · g7 negres alfil · h7 negres peó · d6 negres peó · f6 negres cavall · g6 negres peó · e5 negres peó · c4 blanques peó · d4 blanques peó · e4 blanques peó · c3 blanques cavall · f3 blanques cavall · a2 blanques peó · b2 blanques peó · e2 blanques alfil · f2 blanques peó · g2 blanques peó · h2 blanques peó · a1 blanques torre · c1 blanques alfil · d1 blanques dama · e1 blanques rei · h1 blanques torre | a8 negres torre · b8 negres cavall · c8 negres alfil · d8 negres dama · f8 negres torre · g8 negres rei · a7 negres peó · b7 negres peó · c7 negres peó · f7 negres peó · g7 negres alfil · h7 negres peó · d6 negres peó · f6 negres cavall · g6 negres peó · e5 negres peó · c4 blanques peó · d4 blanques peó · e4 blanques peó · c3 blanques cavall · f3 blanques cavall · a2 blanques peó · b2 blanques peó · e2 blanques alfil · f2 blanques peó · g2 blanques peó · h2 blanques peó · a1 blanques torre · c1 blanques alfil · d1 blanques dama · e1 blanques rei · h1 blanques torre | a8 negres torre · b8 negres cavall · c8 negres alfil · d8 negres dama · f8 negres torre · g8 negres rei · a7 negres peó · b7 negres peó · c7 negres peó · f7 negres peó · g7 negres alfil · h7 negres peó · d6 negres peó · f6 negres cavall · g6 negres peó · e5 negres peó · c4 blanques peó · d4 blanques peó · e4 blanques peó · c3 blanques cavall · f3 blanques cavall · a2 blanques peó · b2 blanques peó · e2 blanques alfil · f2 blanques peó · g2 blanques peó · h2 blanques peó · a1 blanques torre · c1 blanques alfil · d1 blanques dama · e1 blanques rei · h1 blanques torre | a8 negres torre · b8 negres cavall · c8 negres alfil · d8 negres dama · f8 negres torre · g8 negres rei · a7 negres peó · b7 negres peó · c7 negres peó · f7 negres peó · g7 negres alfil · h7 negres peó · d6 negres peó · f6 negres cavall · g6 negres peó · e5 negres peó · c4 blanques peó · d4 blanques peó · e4 blanques peó · c3 blanques cavall · f3 blanques cavall · a2 blanques peó · b2 blanques peó · e2 blanques alfil · f2 blanques peó · g2 blanques peó · h2 blanques peó · a1 blanques torre · c1 blanques alfil · d1 blanques dama · e1 blanques rei · h1 blanques torre | a8 negres torre · b8 negres cavall · c8 negres alfil · d8 negres dama · f8 negres torre · g8 negres rei · a7 negres peó · b7 negres peó · c7 negres peó · f7 negres peó · g7 negres alfil · h7 negres peó · d6 negres peó · f6 negres cavall · g6 negres peó · e5 negres peó · c4 blanques peó · d4 blanques peó · e4 blanques peó · c3 blanques cavall · f3 blanques cavall · a2 blanques peó · b2 blanques peó · e2 blanques alfil · f2 blanques peó · g2 blanques peó · h2 blanques peó · a1 blanques torre · c1 blanques alfil · d1 blanques dama · e1 blanques rei · h1 blanques torre | 3 |
| 2 | a8 negres torre · b8 negres cavall · c8 negres alfil · d8 negres dama · f8 negres torre · g8 negres rei · a7 negres peó · b7 negres peó · c7 negres peó · f7 negres peó · g7 negres alfil · h7 negres peó · d6 negres peó · f6 negres cavall · g6 negres peó · e5 negres peó · c4 blanques peó · d4 blanques peó · e4 blanques peó · c3 blanques cavall · f3 blanques cavall · a2 blanques peó · b2 blanques peó · e2 blanques alfil · f2 blanques peó · g2 blanques peó · h2 blanques peó · a1 blanques torre · c1 blanques alfil · d1 blanques dama · e1 blanques rei · h1 blanques torre | a8 negres torre · b8 negres cavall · c8 negres alfil · d8 negres dama · f8 negres torre · g8 negres rei · a7 negres peó · b7 negres peó · c7 negres peó · f7 negres peó · g7 negres alfil · h7 negres peó · d6 negres peó · f6 negres cavall · g6 negres peó · e5 negres peó · c4 blanques peó · d4 blanques peó · e4 blanques peó · c3 blanques cavall · f3 blanques cavall · a2 blanques peó · b2 blanques peó · e2 blanques alfil · f2 blanques peó · g2 blanques peó · h2 blanques peó · a1 blanques torre · c1 blanques alfil · d1 blanques dama · e1 blanques rei · h1 blanques torre | a8 negres torre · b8 negres cavall · c8 negres alfil · d8 negres dama · f8 negres torre · g8 negres rei · a7 negres peó · b7 negres peó · c7 negres peó · f7 negres peó · g7 negres alfil · h7 negres peó · d6 negres peó · f6 negres cavall · g6 negres peó · e5 negres peó · c4 blanques peó · d4 blanques peó · e4 blanques peó · c3 blanques cavall · f3 blanques cavall · a2 blanques peó · b2 blanques peó · e2 blanques alfil · f2 blanques peó · g2 blanques peó · h2 blanques peó · a1 blanques torre · c1 blanques alfil · d1 blanques dama · e1 blanques rei · h1 blanques torre | a8 negres torre · b8 negres cavall · c8 negres alfil · d8 negres dama · f8 negres torre · g8 negres rei · a7 negres peó · b7 negres peó · c7 negres peó · f7 negres peó · g7 negres alfil · h7 negres peó · d6 negres peó · f6 negres cavall · g6 negres peó · e5 negres peó · c4 blanques peó · d4 blanques peó · e4 blanques peó · c3 blanques cavall · f3 blanques cavall · a2 blanques peó · b2 blanques peó · e2 blanques alfil · f2 blanques peó · g2 blanques peó · h2 blanques peó · a1 blanques torre · c1 blanques alfil · d1 blanques dama · e1 blanques rei · h1 blanques torre | a8 negres torre · b8 negres cavall · c8 negres alfil · d8 negres dama · f8 negres torre · g8 negres rei · a7 negres peó · b7 negres peó · c7 negres peó · f7 negres peó · g7 negres alfil · h7 negres peó · d6 negres peó · f6 negres cavall · g6 negres peó · e5 negres peó · c4 blanques peó · d4 blanques peó · e4 blanques peó · c3 blanques cavall · f3 blanques cavall · a2 blanques peó · b2 blanques peó · e2 blanques alfil · f2 blanques peó · g2 blanques peó · h2 blanques peó · a1 blanques torre · c1 blanques alfil · d1 blanques dama · e1 blanques rei · h1 blanques torre | a8 negres torre · b8 negres cavall · c8 negres alfil · d8 negres dama · f8 negres torre · g8 negres rei · a7 negres peó · b7 negres peó · c7 negres peó · f7 negres peó · g7 negres alfil · h7 negres peó · d6 negres peó · f6 negres cavall · g6 negres peó · e5 negres peó · c4 blanques peó · d4 blanques peó · e4 blanques peó · c3 blanques cavall · f3 blanques cavall · a2 blanques peó · b2 blanques peó · e2 blanques alfil · f2 blanques peó · g2 blanques peó · h2 blanques peó · a1 blanques torre · c1 blanques alfil · d1 blanques dama · e1 blanques rei · h1 blanques torre | a8 negres torre · b8 negres cavall · c8 negres alfil · d8 negres dama · f8 negres torre · g8 negres rei · a7 negres peó · b7 negres peó · c7 negres peó · f7 negres peó · g7 negres alfil · h7 negres peó · d6 negres peó · f6 negres cavall · g6 negres peó · e5 negres peó · c4 blanques peó · d4 blanques peó · e4 blanques peó · c3 blanques cavall · f3 blanques cavall · a2 blanques peó · b2 blanques peó · e2 blanques alfil · f2 blanques peó · g2 blanques peó · h2 blanques peó · a1 blanques torre · c1 blanques alfil · d1 blanques dama · e1 blanques rei · h1 blanques torre | a8 negres torre · b8 negres cavall · c8 negres alfil · d8 negres dama · f8 negres torre · g8 negres rei · a7 negres peó · b7 negres peó · c7 negres peó · f7 negres peó · g7 negres alfil · h7 negres peó · d6 negres peó · f6 negres cavall · g6 negres peó · e5 negres peó · c4 blanques peó · d4 blanques peó · e4 blanques peó · c3 blanques cavall · f3 blanques cavall · a2 blanques peó · b2 blanques peó · e2 blanques alfil · f2 blanques peó · g2 blanques peó · h2 blanques peó · a1 blanques torre · c1 blanques alfil · d1 blanques dama · e1 blanques rei · h1 blanques torre | 2 |
| 1 | a8 negres torre · b8 negres cavall · c8 negres alfil · d8 negres dama · f8 negres torre · g8 negres rei · a7 negres peó · b7 negres peó · c7 negres peó · f7 negres peó · g7 negres alfil · h7 negres peó · d6 negres peó · f6 negres cavall · g6 negres peó · e5 negres peó · c4 blanques peó · d4 blanques peó · e4 blanques peó · c3 blanques cavall · f3 blanques cavall · a2 blanques peó · b2 blanques peó · e2 blanques alfil · f2 blanques peó · g2 blanques peó · h2 blanques peó · a1 blanques torre · c1 blanques alfil · d1 blanques dama · e1 blanques rei · h1 blanques torre | a8 negres torre · b8 negres cavall · c8 negres alfil · d8 negres dama · f8 negres torre · g8 negres rei · a7 negres peó · b7 negres peó · c7 negres peó · f7 negres peó · g7 negres alfil · h7 negres peó · d6 negres peó · f6 negres cavall · g6 negres peó · e5 negres peó · c4 blanques peó · d4 blanques peó · e4 blanques peó · c3 blanques cavall · f3 blanques cavall · a2 blanques peó · b2 blanques peó · e2 blanques alfil · f2 blanques peó · g2 blanques peó · h2 blanques peó · a1 blanques torre · c1 blanques alfil · d1 blanques dama · e1 blanques rei · h1 blanques torre | a8 negres torre · b8 negres cavall · c8 negres alfil · d8 negres dama · f8 negres torre · g8 negres rei · a7 negres peó · b7 negres peó · c7 negres peó · f7 negres peó · g7 negres alfil · h7 negres peó · d6 negres peó · f6 negres cavall · g6 negres peó · e5 negres peó · c4 blanques peó · d4 blanques peó · e4 blanques peó · c3 blanques cavall · f3 blanques cavall · a2 blanques peó · b2 blanques peó · e2 blanques alfil · f2 blanques peó · g2 blanques peó · h2 blanques peó · a1 blanques torre · c1 blanques alfil · d1 blanques dama · e1 blanques rei · h1 blanques torre | a8 negres torre · b8 negres cavall · c8 negres alfil · d8 negres dama · f8 negres torre · g8 negres rei · a7 negres peó · b7 negres peó · c7 negres peó · f7 negres peó · g7 negres alfil · h7 negres peó · d6 negres peó · f6 negres cavall · g6 negres peó · e5 negres peó · c4 blanques peó · d4 blanques peó · e4 blanques peó · c3 blanques cavall · f3 blanques cavall · a2 blanques peó · b2 blanques peó · e2 blanques alfil · f2 blanques peó · g2 blanques peó · h2 blanques peó · a1 blanques torre · c1 blanques alfil · d1 blanques dama · e1 blanques rei · h1 blanques torre | a8 negres torre · b8 negres cavall · c8 negres alfil · d8 negres dama · f8 negres torre · g8 negres rei · a7 negres peó · b7 negres peó · c7 negres peó · f7 negres peó · g7 negres alfil · h7 negres peó · d6 negres peó · f6 negres cavall · g6 negres peó · e5 negres peó · c4 blanques peó · d4 blanques peó · e4 blanques peó · c3 blanques cavall · f3 blanques cavall · a2 blanques peó · b2 blanques peó · e2 blanques alfil · f2 blanques peó · g2 blanques peó · h2 blanques peó · a1 blanques torre · c1 blanques alfil · d1 blanques dama · e1 blanques rei · h1 blanques torre | a8 negres torre · b8 negres cavall · c8 negres alfil · d8 negres dama · f8 negres torre · g8 negres rei · a7 negres peó · b7 negres peó · c7 negres peó · f7 negres peó · g7 negres alfil · h7 negres peó · d6 negres peó · f6 negres cavall · g6 negres peó · e5 negres peó · c4 blanques peó · d4 blanques peó · e4 blanques peó · c3 blanques cavall · f3 blanques cavall · a2 blanques peó · b2 blanques peó · e2 blanques alfil · f2 blanques peó · g2 blanques peó · h2 blanques peó · a1 blanques torre · c1 blanques alfil · d1 blanques dama · e1 blanques rei · h1 blanques torre | a8 negres torre · b8 negres cavall · c8 negres alfil · d8 negres dama · f8 negres torre · g8 negres rei · a7 negres peó · b7 negres peó · c7 negres peó · f7 negres peó · g7 negres alfil · h7 negres peó · d6 negres peó · f6 negres cavall · g6 negres peó · e5 negres peó · c4 blanques peó · d4 blanques peó · e4 blanques peó · c3 blanques cavall · f3 blanques cavall · a2 blanques peó · b2 blanques peó · e2 blanques alfil · f2 blanques peó · g2 blanques peó · h2 blanques peó · a1 blanques torre · c1 blanques alfil · d1 blanques dama · e1 blanques rei · h1 blanques torre | a8 negres torre · b8 negres cavall · c8 negres alfil · d8 negres dama · f8 negres torre · g8 negres rei · a7 negres peó · b7 negres peó · c7 negres peó · f7 negres peó · g7 negres alfil · h7 negres peó · d6 negres peó · f6 negres cavall · g6 negres peó · e5 negres peó · c4 blanques peó · d4 blanques peó · e4 blanques peó · c3 blanques cavall · f3 blanques cavall · a2 blanques peó · b2 blanques peó · e2 blanques alfil · f2 blanques peó · g2 blanques peó · h2 blanques peó · a1 blanques torre · c1 blanques alfil · d1 blanques dama · e1 blanques rei · h1 blanques torre | 1 |
|   | a | b | c | d | e | f | g | h |   |

- La línia principal o variant Mar del Plata continua 7.0-0 Cc6 8.d5 Ce7. Ara les blanques tenen una gran varietat d'opcions per triar, incloent 9.b4, 9.Ce1, i 9.Cd2, entre d'altres. El més habitual és que les blanques escullin atacar al flanc de dama tot preparant la ruptura c4-c5, mentre les negres atacaran al flanc de rei tot transferint el seu cavall de f6 a d7 (on normalment està millor situat que a e8, cosa que ajudaria el joc lent de les blanques amb c4-c5), i començant una allau de peons al flanc de rei amb ...f7-f5-f4 i ...g6-g5. 9.b4 fou introduïda per en Kortxnoi els 1970, i ha estat reviscolada recentment per en Radjabov.
- 7....Cbd7 és l'antiga línia principal, i és jugable, tot i que menys comuna actualment que no pas 7....Cc6.
- 7....exd4 8.Cxd4 també és possible, tot i que l'espai extra de les blanques normalment té més valor que el contrajoc negre contra el centre blanc. Feta popular a mitjans dels 1990 pel Gran Mestre rus Ígor Glek, es varen trobar noves idees per les blanques després que algunes de les seves millors línies fossin refutades. Les blanques tenen encara l'avantatge en moltes línies.
- 7....Ca6 ha tingut alguna popularitat recentment. El propòsit d'aquest moviment tan poc estètic és moure el cavall a c5 després d'un eventual d5, mentre vigila c7 per si les negres haguessin de jugar ....De8. El joc continua normalment 8.Ae3 Cg4 9.Ag5 De8! però les blanques també han triat:
  - 8.dxe5 dxe5 9.Dxd8 Txd8 amb possibilitats igualades;
  - 8.d5 Cc5 9.Dc2 a5 acaba transposant al sistema Petrossian (vegeu més avall);
  - 8.Ag5 h6 9.Ah4 De8 10.Axf6 Axf6 11.c5! ja no és totalment fiable per les negres.
- 7.d5 és el sistema Petrossian, anomenat així pel Campió del món entre 1963-69, qui va jugar la línia sovint durant els 1960; Vladímir Kràmnik va jugar intensament la variant durant els 1990. Els plans per ambdós bàndols són més o menys els mateixos que en la línia principal. Després de 7...a5 les blanques fan 8.Ag5 per clavar el cavall, fent més difícil per les negres assolir la ruptura f7-f5. En els primers dies del sistema, les negres feien enretirar-se l'alfil amb ....h6 i ....g5, tot i que els jugdors posteriorment van canviar a idees que implicaven ....Ca6, ....De8 i ....Ad7, fent la ruptura c4-c5 de les blanques més dificultosa, i només llavors lluitant per activitat al flanc de rei. Joe Gallagher[1] ha recomanat la flexible 7...Ca6 que té idees similars a 7...a5.
- 7.Ae3 Aquesta línia és coneguda normalment com a sistema Gligoric, en honor del Candidat al Campionat del món que va contribuir molt a la teoria de l'índia de rei amb ambdós colors. Recentment, d'altres forts jugadors com ara Kortxnoi, Kàrpov, i Kaspàrov han jugat aquesta línia. La idea principal rere aquesta jugada és evitar les línies teòriques que sorgixen després de 7.0-0 Cc6. La jugada permet que les blanques mantinguin, de moment, la tensió al centre. Si les negres juguen mecànicament amb 7....Cc6, 8.d5 Ce7 9.Cd2! és una distribució de peces favorable, de manera que les negres normalment responen oposant-se als plans blancs amb 7...Cg4 8.Ag5 f6 9.Ah4 Cc6, però també són possibles d'altres jugades, com ara:
  - 7...Ca6 8.0-0 transposant a la moderna.
  - 7...h6!? una jugada favorita de John Nunn. La línia principal continua 8.0-0 Cg4 9.Ac1 Cc6 10.d5 Ce7 11.Ce1 f5 12.Axg4 fxg4. En aquesta subvariant, el joc al flanc de rei de les negres, és de tipus diferent a l'habitual en l'índia de rei, ja que, ja que no hi ha les ruptures de peó habituals, de manera que han de fer ...g6-g5 i ....Cg6-f4, sovint invertint material en un atac de peces per la columna-f contra el rei blanc, mentre les blanques juguen per la usual ruptura al flanc de dama amb c4-c5.
  - 7...exd4 cedeix el centre immediatament, per intentar jugar un ràpid ...c7-c6 i ...d6-d5. Per exemple, 8.Cxd4 Te8 9.f3 c6 10.Dd2 (10.Af2!?) 10...d5 11.exd5 cxd5 12.0-0 Cc6 13.c5 i 13...Txe3!?[2]
- A la variant del canvi (7.dxe5 dxe5 8.Dxd8 Txd8), les blanques canvien dames i es conformen a jugar per un petit però segur avantatge en les posicions relativament tranquil·les que sorgiran en aquest mig joc sense dames. La línia és jugada sovint pels jugadors de blanques que aspiren a unes ràpides taules, tot i que encara queda molt de joc en la posició. Les blanques intenten explotar d6 amb jugades com ara b4, c5, Cf3-d2-c4-d6, etc., mentre les negres han de jugar per controlar el hole de d4. En la pràctica, és més fàcil d'explotar d4, de manera que les possibilitats són equilibrades. L'estructura de peons central és idèntica a algunes línies de la variant Txigorin de la Ruy López, en què les blanques també fan el canvi dxc5 o dxe5, amb colors canviats, d'una manera similar; si les negres poden arribar a fer ....Cd4, llavors obtindran almenys la igualtat, fins i tot encara que això impliqui el sacrifici d'un peó per eliminar l'alfil de caselles negres de les blanques.

### Variant Sämisch
|   | a | b | c | d | e | f | g | h |   |
| 8 | a8 negres torre · c8 negres alfil · d8 negres torre · g8 negres rei · a7 negres peó · b7 negres peó · e7 negres peó · f7 negres peó · g7 negres alfil · h7 negres peó · c6 negres cavall · f6 negres cavall · g6 negres peó · c5 blanques alfil · c4 blanques peó · e4 blanques peó · c3 blanques cavall · f3 blanques peó · a2 blanques peó · b2 blanques peó · g2 blanques peó · h2 blanques peó · a1 blanques torre · e1 blanques rei · f1 blanques alfil · g1 blanques cavall · h1 blanques torre | a8 negres torre · c8 negres alfil · d8 negres torre · g8 negres rei · a7 negres peó · b7 negres peó · e7 negres peó · f7 negres peó · g7 negres alfil · h7 negres peó · c6 negres cavall · f6 negres cavall · g6 negres peó · c5 blanques alfil · c4 blanques peó · e4 blanques peó · c3 blanques cavall · f3 blanques peó · a2 blanques peó · b2 blanques peó · g2 blanques peó · h2 blanques peó · a1 blanques torre · e1 blanques rei · f1 blanques alfil · g1 blanques cavall · h1 blanques torre | a8 negres torre · c8 negres alfil · d8 negres torre · g8 negres rei · a7 negres peó · b7 negres peó · e7 negres peó · f7 negres peó · g7 negres alfil · h7 negres peó · c6 negres cavall · f6 negres cavall · g6 negres peó · c5 blanques alfil · c4 blanques peó · e4 blanques peó · c3 blanques cavall · f3 blanques peó · a2 blanques peó · b2 blanques peó · g2 blanques peó · h2 blanques peó · a1 blanques torre · e1 blanques rei · f1 blanques alfil · g1 blanques cavall · h1 blanques torre | a8 negres torre · c8 negres alfil · d8 negres torre · g8 negres rei · a7 negres peó · b7 negres peó · e7 negres peó · f7 negres peó · g7 negres alfil · h7 negres peó · c6 negres cavall · f6 negres cavall · g6 negres peó · c5 blanques alfil · c4 blanques peó · e4 blanques peó · c3 blanques cavall · f3 blanques peó · a2 blanques peó · b2 blanques peó · g2 blanques peó · h2 blanques peó · a1 blanques torre · e1 blanques rei · f1 blanques alfil · g1 blanques cavall · h1 blanques torre | a8 negres torre · c8 negres alfil · d8 negres torre · g8 negres rei · a7 negres peó · b7 negres peó · e7 negres peó · f7 negres peó · g7 negres alfil · h7 negres peó · c6 negres cavall · f6 negres cavall · g6 negres peó · c5 blanques alfil · c4 blanques peó · e4 blanques peó · c3 blanques cavall · f3 blanques peó · a2 blanques peó · b2 blanques peó · g2 blanques peó · h2 blanques peó · a1 blanques torre · e1 blanques rei · f1 blanques alfil · g1 blanques cavall · h1 blanques torre | a8 negres torre · c8 negres alfil · d8 negres torre · g8 negres rei · a7 negres peó · b7 negres peó · e7 negres peó · f7 negres peó · g7 negres alfil · h7 negres peó · c6 negres cavall · f6 negres cavall · g6 negres peó · c5 blanques alfil · c4 blanques peó · e4 blanques peó · c3 blanques cavall · f3 blanques peó · a2 blanques peó · b2 blanques peó · g2 blanques peó · h2 blanques peó · a1 blanques torre · e1 blanques rei · f1 blanques alfil · g1 blanques cavall · h1 blanques torre | a8 negres torre · c8 negres alfil · d8 negres torre · g8 negres rei · a7 negres peó · b7 negres peó · e7 negres peó · f7 negres peó · g7 negres alfil · h7 negres peó · c6 negres cavall · f6 negres cavall · g6 negres peó · c5 blanques alfil · c4 blanques peó · e4 blanques peó · c3 blanques cavall · f3 blanques peó · a2 blanques peó · b2 blanques peó · g2 blanques peó · h2 blanques peó · a1 blanques torre · e1 blanques rei · f1 blanques alfil · g1 blanques cavall · h1 blanques torre | a8 negres torre · c8 negres alfil · d8 negres torre · g8 negres rei · a7 negres peó · b7 negres peó · e7 negres peó · f7 negres peó · g7 negres alfil · h7 negres peó · c6 negres cavall · f6 negres cavall · g6 negres peó · c5 blanques alfil · c4 blanques peó · e4 blanques peó · c3 blanques cavall · f3 blanques peó · a2 blanques peó · b2 blanques peó · g2 blanques peó · h2 blanques peó · a1 blanques torre · e1 blanques rei · f1 blanques alfil · g1 blanques cavall · h1 blanques torre | 8 |
| 7 | a8 negres torre · c8 negres alfil · d8 negres torre · g8 negres rei · a7 negres peó · b7 negres peó · e7 negres peó · f7 negres peó · g7 negres alfil · h7 negres peó · c6 negres cavall · f6 negres cavall · g6 negres peó · c5 blanques alfil · c4 blanques peó · e4 blanques peó · c3 blanques cavall · f3 blanques peó · a2 blanques peó · b2 blanques peó · g2 blanques peó · h2 blanques peó · a1 blanques torre · e1 blanques rei · f1 blanques alfil · g1 blanques cavall · h1 blanques torre | a8 negres torre · c8 negres alfil · d8 negres torre · g8 negres rei · a7 negres peó · b7 negres peó · e7 negres peó · f7 negres peó · g7 negres alfil · h7 negres peó · c6 negres cavall · f6 negres cavall · g6 negres peó · c5 blanques alfil · c4 blanques peó · e4 blanques peó · c3 blanques cavall · f3 blanques peó · a2 blanques peó · b2 blanques peó · g2 blanques peó · h2 blanques peó · a1 blanques torre · e1 blanques rei · f1 blanques alfil · g1 blanques cavall · h1 blanques torre | a8 negres torre · c8 negres alfil · d8 negres torre · g8 negres rei · a7 negres peó · b7 negres peó · e7 negres peó · f7 negres peó · g7 negres alfil · h7 negres peó · c6 negres cavall · f6 negres cavall · g6 negres peó · c5 blanques alfil · c4 blanques peó · e4 blanques peó · c3 blanques cavall · f3 blanques peó · a2 blanques peó · b2 blanques peó · g2 blanques peó · h2 blanques peó · a1 blanques torre · e1 blanques rei · f1 blanques alfil · g1 blanques cavall · h1 blanques torre | a8 negres torre · c8 negres alfil · d8 negres torre · g8 negres rei · a7 negres peó · b7 negres peó · e7 negres peó · f7 negres peó · g7 negres alfil · h7 negres peó · c6 negres cavall · f6 negres cavall · g6 negres peó · c5 blanques alfil · c4 blanques peó · e4 blanques peó · c3 blanques cavall · f3 blanques peó · a2 blanques peó · b2 blanques peó · g2 blanques peó · h2 blanques peó · a1 blanques torre · e1 blanques rei · f1 blanques alfil · g1 blanques cavall · h1 blanques torre | a8 negres torre · c8 negres alfil · d8 negres torre · g8 negres rei · a7 negres peó · b7 negres peó · e7 negres peó · f7 negres peó · g7 negres alfil · h7 negres peó · c6 negres cavall · f6 negres cavall · g6 negres peó · c5 blanques alfil · c4 blanques peó · e4 blanques peó · c3 blanques cavall · f3 blanques peó · a2 blanques peó · b2 blanques peó · g2 blanques peó · h2 blanques peó · a1 blanques torre · e1 blanques rei · f1 blanques alfil · g1 blanques cavall · h1 blanques torre | a8 negres torre · c8 negres alfil · d8 negres torre · g8 negres rei · a7 negres peó · b7 negres peó · e7 negres peó · f7 negres peó · g7 negres alfil · h7 negres peó · c6 negres cavall · f6 negres cavall · g6 negres peó · c5 blanques alfil · c4 blanques peó · e4 blanques peó · c3 blanques cavall · f3 blanques peó · a2 blanques peó · b2 blanques peó · g2 blanques peó · h2 blanques peó · a1 blanques torre · e1 blanques rei · f1 blanques alfil · g1 blanques cavall · h1 blanques torre | a8 negres torre · c8 negres alfil · d8 negres torre · g8 negres rei · a7 negres peó · b7 negres peó · e7 negres peó · f7 negres peó · g7 negres alfil · h7 negres peó · c6 negres cavall · f6 negres cavall · g6 negres peó · c5 blanques alfil · c4 blanques peó · e4 blanques peó · c3 blanques cavall · f3 blanques peó · a2 blanques peó · b2 blanques peó · g2 blanques peó · h2 blanques peó · a1 blanques torre · e1 blanques rei · f1 blanques alfil · g1 blanques cavall · h1 blanques torre | a8 negres torre · c8 negres alfil · d8 negres torre · g8 negres rei · a7 negres peó · b7 negres peó · e7 negres peó · f7 negres peó · g7 negres alfil · h7 negres peó · c6 negres cavall · f6 negres cavall · g6 negres peó · c5 blanques alfil · c4 blanques peó · e4 blanques peó · c3 blanques cavall · f3 blanques peó · a2 blanques peó · b2 blanques peó · g2 blanques peó · h2 blanques peó · a1 blanques torre · e1 blanques rei · f1 blanques alfil · g1 blanques cavall · h1 blanques torre | 7 |
| 6 | a8 negres torre · c8 negres alfil · d8 negres torre · g8 negres rei · a7 negres peó · b7 negres peó · e7 negres peó · f7 negres peó · g7 negres alfil · h7 negres peó · c6 negres cavall · f6 negres cavall · g6 negres peó · c5 blanques alfil · c4 blanques peó · e4 blanques peó · c3 blanques cavall · f3 blanques peó · a2 blanques peó · b2 blanques peó · g2 blanques peó · h2 blanques peó · a1 blanques torre · e1 blanques rei · f1 blanques alfil · g1 blanques cavall · h1 blanques torre | a8 negres torre · c8 negres alfil · d8 negres torre · g8 negres rei · a7 negres peó · b7 negres peó · e7 negres peó · f7 negres peó · g7 negres alfil · h7 negres peó · c6 negres cavall · f6 negres cavall · g6 negres peó · c5 blanques alfil · c4 blanques peó · e4 blanques peó · c3 blanques cavall · f3 blanques peó · a2 blanques peó · b2 blanques peó · g2 blanques peó · h2 blanques peó · a1 blanques torre · e1 blanques rei · f1 blanques alfil · g1 blanques cavall · h1 blanques torre | a8 negres torre · c8 negres alfil · d8 negres torre · g8 negres rei · a7 negres peó · b7 negres peó · e7 negres peó · f7 negres peó · g7 negres alfil · h7 negres peó · c6 negres cavall · f6 negres cavall · g6 negres peó · c5 blanques alfil · c4 blanques peó · e4 blanques peó · c3 blanques cavall · f3 blanques peó · a2 blanques peó · b2 blanques peó · g2 blanques peó · h2 blanques peó · a1 blanques torre · e1 blanques rei · f1 blanques alfil · g1 blanques cavall · h1 blanques torre | a8 negres torre · c8 negres alfil · d8 negres torre · g8 negres rei · a7 negres peó · b7 negres peó · e7 negres peó · f7 negres peó · g7 negres alfil · h7 negres peó · c6 negres cavall · f6 negres cavall · g6 negres peó · c5 blanques alfil · c4 blanques peó · e4 blanques peó · c3 blanques cavall · f3 blanques peó · a2 blanques peó · b2 blanques peó · g2 blanques peó · h2 blanques peó · a1 blanques torre · e1 blanques rei · f1 blanques alfil · g1 blanques cavall · h1 blanques torre | a8 negres torre · c8 negres alfil · d8 negres torre · g8 negres rei · a7 negres peó · b7 negres peó · e7 negres peó · f7 negres peó · g7 negres alfil · h7 negres peó · c6 negres cavall · f6 negres cavall · g6 negres peó · c5 blanques alfil · c4 blanques peó · e4 blanques peó · c3 blanques cavall · f3 blanques peó · a2 blanques peó · b2 blanques peó · g2 blanques peó · h2 blanques peó · a1 blanques torre · e1 blanques rei · f1 blanques alfil · g1 blanques cavall · h1 blanques torre | a8 negres torre · c8 negres alfil · d8 negres torre · g8 negres rei · a7 negres peó · b7 negres peó · e7 negres peó · f7 negres peó · g7 negres alfil · h7 negres peó · c6 negres cavall · f6 negres cavall · g6 negres peó · c5 blanques alfil · c4 blanques peó · e4 blanques peó · c3 blanques cavall · f3 blanques peó · a2 blanques peó · b2 blanques peó · g2 blanques peó · h2 blanques peó · a1 blanques torre · e1 blanques rei · f1 blanques alfil · g1 blanques cavall · h1 blanques torre | a8 negres torre · c8 negres alfil · d8 negres torre · g8 negres rei · a7 negres peó · b7 negres peó · e7 negres peó · f7 negres peó · g7 negres alfil · h7 negres peó · c6 negres cavall · f6 negres cavall · g6 negres peó · c5 blanques alfil · c4 blanques peó · e4 blanques peó · c3 blanques cavall · f3 blanques peó · a2 blanques peó · b2 blanques peó · g2 blanques peó · h2 blanques peó · a1 blanques torre · e1 blanques rei · f1 blanques alfil · g1 blanques cavall · h1 blanques torre | a8 negres torre · c8 negres alfil · d8 negres torre · g8 negres rei · a7 negres peó · b7 negres peó · e7 negres peó · f7 negres peó · g7 negres alfil · h7 negres peó · c6 negres cavall · f6 negres cavall · g6 negres peó · c5 blanques alfil · c4 blanques peó · e4 blanques peó · c3 blanques cavall · f3 blanques peó · a2 blanques peó · b2 blanques peó · g2 blanques peó · h2 blanques peó · a1 blanques torre · e1 blanques rei · f1 blanques alfil · g1 blanques cavall · h1 blanques torre | 6 |
| 5 | a8 negres torre · c8 negres alfil · d8 negres torre · g8 negres rei · a7 negres peó · b7 negres peó · e7 negres peó · f7 negres peó · g7 negres alfil · h7 negres peó · c6 negres cavall · f6 negres cavall · g6 negres peó · c5 blanques alfil · c4 blanques peó · e4 blanques peó · c3 blanques cavall · f3 blanques peó · a2 blanques peó · b2 blanques peó · g2 blanques peó · h2 blanques peó · a1 blanques torre · e1 blanques rei · f1 blanques alfil · g1 blanques cavall · h1 blanques torre | a8 negres torre · c8 negres alfil · d8 negres torre · g8 negres rei · a7 negres peó · b7 negres peó · e7 negres peó · f7 negres peó · g7 negres alfil · h7 negres peó · c6 negres cavall · f6 negres cavall · g6 negres peó · c5 blanques alfil · c4 blanques peó · e4 blanques peó · c3 blanques cavall · f3 blanques peó · a2 blanques peó · b2 blanques peó · g2 blanques peó · h2 blanques peó · a1 blanques torre · e1 blanques rei · f1 blanques alfil · g1 blanques cavall · h1 blanques torre | a8 negres torre · c8 negres alfil · d8 negres torre · g8 negres rei · a7 negres peó · b7 negres peó · e7 negres peó · f7 negres peó · g7 negres alfil · h7 negres peó · c6 negres cavall · f6 negres cavall · g6 negres peó · c5 blanques alfil · c4 blanques peó · e4 blanques peó · c3 blanques cavall · f3 blanques peó · a2 blanques peó · b2 blanques peó · g2 blanques peó · h2 blanques peó · a1 blanques torre · e1 blanques rei · f1 blanques alfil · g1 blanques cavall · h1 blanques torre | a8 negres torre · c8 negres alfil · d8 negres torre · g8 negres rei · a7 negres peó · b7 negres peó · e7 negres peó · f7 negres peó · g7 negres alfil · h7 negres peó · c6 negres cavall · f6 negres cavall · g6 negres peó · c5 blanques alfil · c4 blanques peó · e4 blanques peó · c3 blanques cavall · f3 blanques peó · a2 blanques peó · b2 blanques peó · g2 blanques peó · h2 blanques peó · a1 blanques torre · e1 blanques rei · f1 blanques alfil · g1 blanques cavall · h1 blanques torre | a8 negres torre · c8 negres alfil · d8 negres torre · g8 negres rei · a7 negres peó · b7 negres peó · e7 negres peó · f7 negres peó · g7 negres alfil · h7 negres peó · c6 negres cavall · f6 negres cavall · g6 negres peó · c5 blanques alfil · c4 blanques peó · e4 blanques peó · c3 blanques cavall · f3 blanques peó · a2 blanques peó · b2 blanques peó · g2 blanques peó · h2 blanques peó · a1 blanques torre · e1 blanques rei · f1 blanques alfil · g1 blanques cavall · h1 blanques torre | a8 negres torre · c8 negres alfil · d8 negres torre · g8 negres rei · a7 negres peó · b7 negres peó · e7 negres peó · f7 negres peó · g7 negres alfil · h7 negres peó · c6 negres cavall · f6 negres cavall · g6 negres peó · c5 blanques alfil · c4 blanques peó · e4 blanques peó · c3 blanques cavall · f3 blanques peó · a2 blanques peó · b2 blanques peó · g2 blanques peó · h2 blanques peó · a1 blanques torre · e1 blanques rei · f1 blanques alfil · g1 blanques cavall · h1 blanques torre | a8 negres torre · c8 negres alfil · d8 negres torre · g8 negres rei · a7 negres peó · b7 negres peó · e7 negres peó · f7 negres peó · g7 negres alfil · h7 negres peó · c6 negres cavall · f6 negres cavall · g6 negres peó · c5 blanques alfil · c4 blanques peó · e4 blanques peó · c3 blanques cavall · f3 blanques peó · a2 blanques peó · b2 blanques peó · g2 blanques peó · h2 blanques peó · a1 blanques torre · e1 blanques rei · f1 blanques alfil · g1 blanques cavall · h1 blanques torre | a8 negres torre · c8 negres alfil · d8 negres torre · g8 negres rei · a7 negres peó · b7 negres peó · e7 negres peó · f7 negres peó · g7 negres alfil · h7 negres peó · c6 negres cavall · f6 negres cavall · g6 negres peó · c5 blanques alfil · c4 blanques peó · e4 blanques peó · c3 blanques cavall · f3 blanques peó · a2 blanques peó · b2 blanques peó · g2 blanques peó · h2 blanques peó · a1 blanques torre · e1 blanques rei · f1 blanques alfil · g1 blanques cavall · h1 blanques torre | 5 |
| 4 | a8 negres torre · c8 negres alfil · d8 negres torre · g8 negres rei · a7 negres peó · b7 negres peó · e7 negres peó · f7 negres peó · g7 negres alfil · h7 negres peó · c6 negres cavall · f6 negres cavall · g6 negres peó · c5 blanques alfil · c4 blanques peó · e4 blanques peó · c3 blanques cavall · f3 blanques peó · a2 blanques peó · b2 blanques peó · g2 blanques peó · h2 blanques peó · a1 blanques torre · e1 blanques rei · f1 blanques alfil · g1 blanques cavall · h1 blanques torre | a8 negres torre · c8 negres alfil · d8 negres torre · g8 negres rei · a7 negres peó · b7 negres peó · e7 negres peó · f7 negres peó · g7 negres alfil · h7 negres peó · c6 negres cavall · f6 negres cavall · g6 negres peó · c5 blanques alfil · c4 blanques peó · e4 blanques peó · c3 blanques cavall · f3 blanques peó · a2 blanques peó · b2 blanques peó · g2 blanques peó · h2 blanques peó · a1 blanques torre · e1 blanques rei · f1 blanques alfil · g1 blanques cavall · h1 blanques torre | a8 negres torre · c8 negres alfil · d8 negres torre · g8 negres rei · a7 negres peó · b7 negres peó · e7 negres peó · f7 negres peó · g7 negres alfil · h7 negres peó · c6 negres cavall · f6 negres cavall · g6 negres peó · c5 blanques alfil · c4 blanques peó · e4 blanques peó · c3 blanques cavall · f3 blanques peó · a2 blanques peó · b2 blanques peó · g2 blanques peó · h2 blanques peó · a1 blanques torre · e1 blanques rei · f1 blanques alfil · g1 blanques cavall · h1 blanques torre | a8 negres torre · c8 negres alfil · d8 negres torre · g8 negres rei · a7 negres peó · b7 negres peó · e7 negres peó · f7 negres peó · g7 negres alfil · h7 negres peó · c6 negres cavall · f6 negres cavall · g6 negres peó · c5 blanques alfil · c4 blanques peó · e4 blanques peó · c3 blanques cavall · f3 blanques peó · a2 blanques peó · b2 blanques peó · g2 blanques peó · h2 blanques peó · a1 blanques torre · e1 blanques rei · f1 blanques alfil · g1 blanques cavall · h1 blanques torre | a8 negres torre · c8 negres alfil · d8 negres torre · g8 negres rei · a7 negres peó · b7 negres peó · e7 negres peó · f7 negres peó · g7 negres alfil · h7 negres peó · c6 negres cavall · f6 negres cavall · g6 negres peó · c5 blanques alfil · c4 blanques peó · e4 blanques peó · c3 blanques cavall · f3 blanques peó · a2 blanques peó · b2 blanques peó · g2 blanques peó · h2 blanques peó · a1 blanques torre · e1 blanques rei · f1 blanques alfil · g1 blanques cavall · h1 blanques torre | a8 negres torre · c8 negres alfil · d8 negres torre · g8 negres rei · a7 negres peó · b7 negres peó · e7 negres peó · f7 negres peó · g7 negres alfil · h7 negres peó · c6 negres cavall · f6 negres cavall · g6 negres peó · c5 blanques alfil · c4 blanques peó · e4 blanques peó · c3 blanques cavall · f3 blanques peó · a2 blanques peó · b2 blanques peó · g2 blanques peó · h2 blanques peó · a1 blanques torre · e1 blanques rei · f1 blanques alfil · g1 blanques cavall · h1 blanques torre | a8 negres torre · c8 negres alfil · d8 negres torre · g8 negres rei · a7 negres peó · b7 negres peó · e7 negres peó · f7 negres peó · g7 negres alfil · h7 negres peó · c6 negres cavall · f6 negres cavall · g6 negres peó · c5 blanques alfil · c4 blanques peó · e4 blanques peó · c3 blanques cavall · f3 blanques peó · a2 blanques peó · b2 blanques peó · g2 blanques peó · h2 blanques peó · a1 blanques torre · e1 blanques rei · f1 blanques alfil · g1 blanques cavall · h1 blanques torre | a8 negres torre · c8 negres alfil · d8 negres torre · g8 negres rei · a7 negres peó · b7 negres peó · e7 negres peó · f7 negres peó · g7 negres alfil · h7 negres peó · c6 negres cavall · f6 negres cavall · g6 negres peó · c5 blanques alfil · c4 blanques peó · e4 blanques peó · c3 blanques cavall · f3 blanques peó · a2 blanques peó · b2 blanques peó · g2 blanques peó · h2 blanques peó · a1 blanques torre · e1 blanques rei · f1 blanques alfil · g1 blanques cavall · h1 blanques torre | 4 |
| 3 | a8 negres torre · c8 negres alfil · d8 negres torre · g8 negres rei · a7 negres peó · b7 negres peó · e7 negres peó · f7 negres peó · g7 negres alfil · h7 negres peó · c6 negres cavall · f6 negres cavall · g6 negres peó · c5 blanques alfil · c4 blanques peó · e4 blanques peó · c3 blanques cavall · f3 blanques peó · a2 blanques peó · b2 blanques peó · g2 blanques peó · h2 blanques peó · a1 blanques torre · e1 blanques rei · f1 blanques alfil · g1 blanques cavall · h1 blanques torre | a8 negres torre · c8 negres alfil · d8 negres torre · g8 negres rei · a7 negres peó · b7 negres peó · e7 negres peó · f7 negres peó · g7 negres alfil · h7 negres peó · c6 negres cavall · f6 negres cavall · g6 negres peó · c5 blanques alfil · c4 blanques peó · e4 blanques peó · c3 blanques cavall · f3 blanques peó · a2 blanques peó · b2 blanques peó · g2 blanques peó · h2 blanques peó · a1 blanques torre · e1 blanques rei · f1 blanques alfil · g1 blanques cavall · h1 blanques torre | a8 negres torre · c8 negres alfil · d8 negres torre · g8 negres rei · a7 negres peó · b7 negres peó · e7 negres peó · f7 negres peó · g7 negres alfil · h7 negres peó · c6 negres cavall · f6 negres cavall · g6 negres peó · c5 blanques alfil · c4 blanques peó · e4 blanques peó · c3 blanques cavall · f3 blanques peó · a2 blanques peó · b2 blanques peó · g2 blanques peó · h2 blanques peó · a1 blanques torre · e1 blanques rei · f1 blanques alfil · g1 blanques cavall · h1 blanques torre | a8 negres torre · c8 negres alfil · d8 negres torre · g8 negres rei · a7 negres peó · b7 negres peó · e7 negres peó · f7 negres peó · g7 negres alfil · h7 negres peó · c6 negres cavall · f6 negres cavall · g6 negres peó · c5 blanques alfil · c4 blanques peó · e4 blanques peó · c3 blanques cavall · f3 blanques peó · a2 blanques peó · b2 blanques peó · g2 blanques peó · h2 blanques peó · a1 blanques torre · e1 blanques rei · f1 blanques alfil · g1 blanques cavall · h1 blanques torre | a8 negres torre · c8 negres alfil · d8 negres torre · g8 negres rei · a7 negres peó · b7 negres peó · e7 negres peó · f7 negres peó · g7 negres alfil · h7 negres peó · c6 negres cavall · f6 negres cavall · g6 negres peó · c5 blanques alfil · c4 blanques peó · e4 blanques peó · c3 blanques cavall · f3 blanques peó · a2 blanques peó · b2 blanques peó · g2 blanques peó · h2 blanques peó · a1 blanques torre · e1 blanques rei · f1 blanques alfil · g1 blanques cavall · h1 blanques torre | a8 negres torre · c8 negres alfil · d8 negres torre · g8 negres rei · a7 negres peó · b7 negres peó · e7 negres peó · f7 negres peó · g7 negres alfil · h7 negres peó · c6 negres cavall · f6 negres cavall · g6 negres peó · c5 blanques alfil · c4 blanques peó · e4 blanques peó · c3 blanques cavall · f3 blanques peó · a2 blanques peó · b2 blanques peó · g2 blanques peó · h2 blanques peó · a1 blanques torre · e1 blanques rei · f1 blanques alfil · g1 blanques cavall · h1 blanques torre | a8 negres torre · c8 negres alfil · d8 negres torre · g8 negres rei · a7 negres peó · b7 negres peó · e7 negres peó · f7 negres peó · g7 negres alfil · h7 negres peó · c6 negres cavall · f6 negres cavall · g6 negres peó · c5 blanques alfil · c4 blanques peó · e4 blanques peó · c3 blanques cavall · f3 blanques peó · a2 blanques peó · b2 blanques peó · g2 blanques peó · h2 blanques peó · a1 blanques torre · e1 blanques rei · f1 blanques alfil · g1 blanques cavall · h1 blanques torre | a8 negres torre · c8 negres alfil · d8 negres torre · g8 negres rei · a7 negres peó · b7 negres peó · e7 negres peó · f7 negres peó · g7 negres alfil · h7 negres peó · c6 negres cavall · f6 negres cavall · g6 negres peó · c5 blanques alfil · c4 blanques peó · e4 blanques peó · c3 blanques cavall · f3 blanques peó · a2 blanques peó · b2 blanques peó · g2 blanques peó · h2 blanques peó · a1 blanques torre · e1 blanques rei · f1 blanques alfil · g1 blanques cavall · h1 blanques torre | 3 |
| 2 | a8 negres torre · c8 negres alfil · d8 negres torre · g8 negres rei · a7 negres peó · b7 negres peó · e7 negres peó · f7 negres peó · g7 negres alfil · h7 negres peó · c6 negres cavall · f6 negres cavall · g6 negres peó · c5 blanques alfil · c4 blanques peó · e4 blanques peó · c3 blanques cavall · f3 blanques peó · a2 blanques peó · b2 blanques peó · g2 blanques peó · h2 blanques peó · a1 blanques torre · e1 blanques rei · f1 blanques alfil · g1 blanques cavall · h1 blanques torre | a8 negres torre · c8 negres alfil · d8 negres torre · g8 negres rei · a7 negres peó · b7 negres peó · e7 negres peó · f7 negres peó · g7 negres alfil · h7 negres peó · c6 negres cavall · f6 negres cavall · g6 negres peó · c5 blanques alfil · c4 blanques peó · e4 blanques peó · c3 blanques cavall · f3 blanques peó · a2 blanques peó · b2 blanques peó · g2 blanques peó · h2 blanques peó · a1 blanques torre · e1 blanques rei · f1 blanques alfil · g1 blanques cavall · h1 blanques torre | a8 negres torre · c8 negres alfil · d8 negres torre · g8 negres rei · a7 negres peó · b7 negres peó · e7 negres peó · f7 negres peó · g7 negres alfil · h7 negres peó · c6 negres cavall · f6 negres cavall · g6 negres peó · c5 blanques alfil · c4 blanques peó · e4 blanques peó · c3 blanques cavall · f3 blanques peó · a2 blanques peó · b2 blanques peó · g2 blanques peó · h2 blanques peó · a1 blanques torre · e1 blanques rei · f1 blanques alfil · g1 blanques cavall · h1 blanques torre | a8 negres torre · c8 negres alfil · d8 negres torre · g8 negres rei · a7 negres peó · b7 negres peó · e7 negres peó · f7 negres peó · g7 negres alfil · h7 negres peó · c6 negres cavall · f6 negres cavall · g6 negres peó · c5 blanques alfil · c4 blanques peó · e4 blanques peó · c3 blanques cavall · f3 blanques peó · a2 blanques peó · b2 blanques peó · g2 blanques peó · h2 blanques peó · a1 blanques torre · e1 blanques rei · f1 blanques alfil · g1 blanques cavall · h1 blanques torre | a8 negres torre · c8 negres alfil · d8 negres torre · g8 negres rei · a7 negres peó · b7 negres peó · e7 negres peó · f7 negres peó · g7 negres alfil · h7 negres peó · c6 negres cavall · f6 negres cavall · g6 negres peó · c5 blanques alfil · c4 blanques peó · e4 blanques peó · c3 blanques cavall · f3 blanques peó · a2 blanques peó · b2 blanques peó · g2 blanques peó · h2 blanques peó · a1 blanques torre · e1 blanques rei · f1 blanques alfil · g1 blanques cavall · h1 blanques torre | a8 negres torre · c8 negres alfil · d8 negres torre · g8 negres rei · a7 negres peó · b7 negres peó · e7 negres peó · f7 negres peó · g7 negres alfil · h7 negres peó · c6 negres cavall · f6 negres cavall · g6 negres peó · c5 blanques alfil · c4 blanques peó · e4 blanques peó · c3 blanques cavall · f3 blanques peó · a2 blanques peó · b2 blanques peó · g2 blanques peó · h2 blanques peó · a1 blanques torre · e1 blanques rei · f1 blanques alfil · g1 blanques cavall · h1 blanques torre | a8 negres torre · c8 negres alfil · d8 negres torre · g8 negres rei · a7 negres peó · b7 negres peó · e7 negres peó · f7 negres peó · g7 negres alfil · h7 negres peó · c6 negres cavall · f6 negres cavall · g6 negres peó · c5 blanques alfil · c4 blanques peó · e4 blanques peó · c3 blanques cavall · f3 blanques peó · a2 blanques peó · b2 blanques peó · g2 blanques peó · h2 blanques peó · a1 blanques torre · e1 blanques rei · f1 blanques alfil · g1 blanques cavall · h1 blanques torre | a8 negres torre · c8 negres alfil · d8 negres torre · g8 negres rei · a7 negres peó · b7 negres peó · e7 negres peó · f7 negres peó · g7 negres alfil · h7 negres peó · c6 negres cavall · f6 negres cavall · g6 negres peó · c5 blanques alfil · c4 blanques peó · e4 blanques peó · c3 blanques cavall · f3 blanques peó · a2 blanques peó · b2 blanques peó · g2 blanques peó · h2 blanques peó · a1 blanques torre · e1 blanques rei · f1 blanques alfil · g1 blanques cavall · h1 blanques torre | 2 |
| 1 | a8 negres torre · c8 negres alfil · d8 negres torre · g8 negres rei · a7 negres peó · b7 negres peó · e7 negres peó · f7 negres peó · g7 negres alfil · h7 negres peó · c6 negres cavall · f6 negres cavall · g6 negres peó · c5 blanques alfil · c4 blanques peó · e4 blanques peó · c3 blanques cavall · f3 blanques peó · a2 blanques peó · b2 blanques peó · g2 blanques peó · h2 blanques peó · a1 blanques torre · e1 blanques rei · f1 blanques alfil · g1 blanques cavall · h1 blanques torre | a8 negres torre · c8 negres alfil · d8 negres torre · g8 negres rei · a7 negres peó · b7 negres peó · e7 negres peó · f7 negres peó · g7 negres alfil · h7 negres peó · c6 negres cavall · f6 negres cavall · g6 negres peó · c5 blanques alfil · c4 blanques peó · e4 blanques peó · c3 blanques cavall · f3 blanques peó · a2 blanques peó · b2 blanques peó · g2 blanques peó · h2 blanques peó · a1 blanques torre · e1 blanques rei · f1 blanques alfil · g1 blanques cavall · h1 blanques torre | a8 negres torre · c8 negres alfil · d8 negres torre · g8 negres rei · a7 negres peó · b7 negres peó · e7 negres peó · f7 negres peó · g7 negres alfil · h7 negres peó · c6 negres cavall · f6 negres cavall · g6 negres peó · c5 blanques alfil · c4 blanques peó · e4 blanques peó · c3 blanques cavall · f3 blanques peó · a2 blanques peó · b2 blanques peó · g2 blanques peó · h2 blanques peó · a1 blanques torre · e1 blanques rei · f1 blanques alfil · g1 blanques cavall · h1 blanques torre | a8 negres torre · c8 negres alfil · d8 negres torre · g8 negres rei · a7 negres peó · b7 negres peó · e7 negres peó · f7 negres peó · g7 negres alfil · h7 negres peó · c6 negres cavall · f6 negres cavall · g6 negres peó · c5 blanques alfil · c4 blanques peó · e4 blanques peó · c3 blanques cavall · f3 blanques peó · a2 blanques peó · b2 blanques peó · g2 blanques peó · h2 blanques peó · a1 blanques torre · e1 blanques rei · f1 blanques alfil · g1 blanques cavall · h1 blanques torre | a8 negres torre · c8 negres alfil · d8 negres torre · g8 negres rei · a7 negres peó · b7 negres peó · e7 negres peó · f7 negres peó · g7 negres alfil · h7 negres peó · c6 negres cavall · f6 negres cavall · g6 negres peó · c5 blanques alfil · c4 blanques peó · e4 blanques peó · c3 blanques cavall · f3 blanques peó · a2 blanques peó · b2 blanques peó · g2 blanques peó · h2 blanques peó · a1 blanques torre · e1 blanques rei · f1 blanques alfil · g1 blanques cavall · h1 blanques torre | a8 negres torre · c8 negres alfil · d8 negres torre · g8 negres rei · a7 negres peó · b7 negres peó · e7 negres peó · f7 negres peó · g7 negres alfil · h7 negres peó · c6 negres cavall · f6 negres cavall · g6 negres peó · c5 blanques alfil · c4 blanques peó · e4 blanques peó · c3 blanques cavall · f3 blanques peó · a2 blanques peó · b2 blanques peó · g2 blanques peó · h2 blanques peó · a1 blanques torre · e1 blanques rei · f1 blanques alfil · g1 blanques cavall · h1 blanques torre | a8 negres torre · c8 negres alfil · d8 negres torre · g8 negres rei · a7 negres peó · b7 negres peó · e7 negres peó · f7 negres peó · g7 negres alfil · h7 negres peó · c6 negres cavall · f6 negres cavall · g6 negres peó · c5 blanques alfil · c4 blanques peó · e4 blanques peó · c3 blanques cavall · f3 blanques peó · a2 blanques peó · b2 blanques peó · g2 blanques peó · h2 blanques peó · a1 blanques torre · e1 blanques rei · f1 blanques alfil · g1 blanques cavall · h1 blanques torre | a8 negres torre · c8 negres alfil · d8 negres torre · g8 negres rei · a7 negres peó · b7 negres peó · e7 negres peó · f7 negres peó · g7 negres alfil · h7 negres peó · c6 negres cavall · f6 negres cavall · g6 negres peó · c5 blanques alfil · c4 blanques peó · e4 blanques peó · c3 blanques cavall · f3 blanques peó · a2 blanques peó · b2 blanques peó · g2 blanques peó · h2 blanques peó · a1 blanques torre · e1 blanques rei · f1 blanques alfil · g1 blanques cavall · h1 blanques torre | 1 |
|   | a | b | c | d | e | f | g | h |   |

La variant Sämisch és 3.Cc3 BAg7 4.e4 d6 5.f3. S'anomena així per Friedrich Sämisch, qui va desenvolupar el sistema els 1920. Sovint condueix a un joc molt agut, amb els rivals enrocant en flancs oposats i atacant el rei contrari, com ara a la partida Baguírov-Gufeld mostrada més avall, tot i que també pot derivar en joc posicional i maniobres de peces pesants. Les negres tenen diverses ruptures de peó per triar, com ara ...e5, ...c5 i ...b5 (preparada per ...c6 i/o ...a6). Això pot acabar transposant a la Benoni moderna després de 5....0-0 6.Ag5 c5 7.d5 e6. Els Campions del món Mikhaïl Botvínnik, Mikhaïl Tal, Tigran Petrossian, Borís Spasski, Anatoli Kàrpov i Garri Kaspàrov l'han jugada. La línia defensa el peó d'e4 per crear un centre segur i permet les blanques d'iniciar un atac al flanc de rei amb Ae3, Dd2, Ah6, g2-g4 i h2-h4. Això permet de situar l'alfil a e3 sense permetre ....Cg4; de tota manera, la contrapartida és que priva el cavall de g1 de la seva casella més natural, impedint així de moment el desenvolupament del flanc de rei. Les negres poden lluitar pel centre tal com s'ha dit anteriorment, o bé esperar amb 6...Cc6, 7...a6 i 8...Tb8 per jugar ....b7-b5 i obrir línies al flanc de dama.
La defensa clàssica contra la Sämisch és 5...0-0 6.Ae3 e5, quan les blanques han de triar entre tancar el centre amb 7.d5, o mantenir la tensió amb 7.Cge2. En Kaspàrov fou un dels partidaris d'aquesta defensa.
El gambit Sämisch sorgeix després de 5...0-0 6.Ae3 c5. Això és un sacrifici de peó, i fou antigament considerat dubtós. Com que malgrat tot el joc negre funciona, aquesta avaluació ha canviat, i el gambit gaudeix actualment de bona reputació. De tota manera, una contrapartida en la pràctica és que un jugador de blanques ben preparat però poc ambiciós pot sovint entrar en línies de taules forçades. La línia en què les blanques accepten el gambit és 5...0-0 6.Ae3 c5 7.dxc5 dxc5 8.Dxd8 (8.e5 Cfd7 9.f4 f6 10.exf6 també és possible aquí, tot i que es veu més rarament) Txd8 9.Axc5 Cc6. Hom creu que l'activitat negra els dona suficient compensació. Les blanques normalment refusen el gambit, i juguen 7.Nge2, cercant posicions tipus Benoni després de l'avanç d4-d5.
5...0-0 6.Ae3 Cc6 7.Cge2 a6 8.Dd2 Tb8 condueix a la variant Panno de la Sämisch. Les negres es preparen per poder respondre apropiadament depenent de quin sigui el pla triat per les blanques. Si el blanc fa 0-0-0 i juga per atac al flanc de rei, llavors 7...a6 prepara ....b7-b5 amb contraatac contra l'enroc blanc. Si en lloc d'això les blanques juguen més cautelosament, llavors les negres disputen el centre amb ....e5.

### Variant Averbakh
La variant Averbakh és 3.Cc3 Ag7 4.e4 d6 5.Ae2 0-0 6.Ag5 (anomenada així en honor de Iuri Averbakh), i prevé la immediata 6...e5. Les negres usualment fan fora l'alfil amb ...h6 que els dona l'opció de g5, tot i que en la pràctica és una jugada debilitadora. Les blanques tenen diverses maneres per desenvolupar-se, com ara Dd2, Cf3, f4 o fins i tot h4. De tota manera, les negres obtenen gon joc contra tots aquests esquemes de desenvolupament. L'antiga línia principal comença amb 6....c5, tot i que 6....Cbd7 i també 6....Ca6 (la jugada de Judit Polgár) també s'han vist.

### Atac dels quatre peons
|   | a | b | c | d | e | f | g | h |   |
| 8 | a8 negres torre · b8 negres cavall · c8 negres alfil · d8 negres dama · e8 negres rei · h8 negres torre · a7 negres peó · b7 negres peó · c7 negres peó · e7 negres peó · f7 negres peó · g7 negres alfil · h7 negres peó · d6 negres peó · f6 negres cavall · g6 negres peó · c4 blanques peó · d4 blanques peó · e4 blanques peó · f4 blanques peó · c3 blanques cavall · a2 blanques peó · b2 blanques peó · g2 blanques peó · h2 blanques peó · a1 blanques torre · c1 blanques alfil · d1 blanques dama · e1 blanques rei · f1 blanques alfil · g1 blanques cavall · h1 blanques torre | a8 negres torre · b8 negres cavall · c8 negres alfil · d8 negres dama · e8 negres rei · h8 negres torre · a7 negres peó · b7 negres peó · c7 negres peó · e7 negres peó · f7 negres peó · g7 negres alfil · h7 negres peó · d6 negres peó · f6 negres cavall · g6 negres peó · c4 blanques peó · d4 blanques peó · e4 blanques peó · f4 blanques peó · c3 blanques cavall · a2 blanques peó · b2 blanques peó · g2 blanques peó · h2 blanques peó · a1 blanques torre · c1 blanques alfil · d1 blanques dama · e1 blanques rei · f1 blanques alfil · g1 blanques cavall · h1 blanques torre | a8 negres torre · b8 negres cavall · c8 negres alfil · d8 negres dama · e8 negres rei · h8 negres torre · a7 negres peó · b7 negres peó · c7 negres peó · e7 negres peó · f7 negres peó · g7 negres alfil · h7 negres peó · d6 negres peó · f6 negres cavall · g6 negres peó · c4 blanques peó · d4 blanques peó · e4 blanques peó · f4 blanques peó · c3 blanques cavall · a2 blanques peó · b2 blanques peó · g2 blanques peó · h2 blanques peó · a1 blanques torre · c1 blanques alfil · d1 blanques dama · e1 blanques rei · f1 blanques alfil · g1 blanques cavall · h1 blanques torre | a8 negres torre · b8 negres cavall · c8 negres alfil · d8 negres dama · e8 negres rei · h8 negres torre · a7 negres peó · b7 negres peó · c7 negres peó · e7 negres peó · f7 negres peó · g7 negres alfil · h7 negres peó · d6 negres peó · f6 negres cavall · g6 negres peó · c4 blanques peó · d4 blanques peó · e4 blanques peó · f4 blanques peó · c3 blanques cavall · a2 blanques peó · b2 blanques peó · g2 blanques peó · h2 blanques peó · a1 blanques torre · c1 blanques alfil · d1 blanques dama · e1 blanques rei · f1 blanques alfil · g1 blanques cavall · h1 blanques torre | a8 negres torre · b8 negres cavall · c8 negres alfil · d8 negres dama · e8 negres rei · h8 negres torre · a7 negres peó · b7 negres peó · c7 negres peó · e7 negres peó · f7 negres peó · g7 negres alfil · h7 negres peó · d6 negres peó · f6 negres cavall · g6 negres peó · c4 blanques peó · d4 blanques peó · e4 blanques peó · f4 blanques peó · c3 blanques cavall · a2 blanques peó · b2 blanques peó · g2 blanques peó · h2 blanques peó · a1 blanques torre · c1 blanques alfil · d1 blanques dama · e1 blanques rei · f1 blanques alfil · g1 blanques cavall · h1 blanques torre | a8 negres torre · b8 negres cavall · c8 negres alfil · d8 negres dama · e8 negres rei · h8 negres torre · a7 negres peó · b7 negres peó · c7 negres peó · e7 negres peó · f7 negres peó · g7 negres alfil · h7 negres peó · d6 negres peó · f6 negres cavall · g6 negres peó · c4 blanques peó · d4 blanques peó · e4 blanques peó · f4 blanques peó · c3 blanques cavall · a2 blanques peó · b2 blanques peó · g2 blanques peó · h2 blanques peó · a1 blanques torre · c1 blanques alfil · d1 blanques dama · e1 blanques rei · f1 blanques alfil · g1 blanques cavall · h1 blanques torre | a8 negres torre · b8 negres cavall · c8 negres alfil · d8 negres dama · e8 negres rei · h8 negres torre · a7 negres peó · b7 negres peó · c7 negres peó · e7 negres peó · f7 negres peó · g7 negres alfil · h7 negres peó · d6 negres peó · f6 negres cavall · g6 negres peó · c4 blanques peó · d4 blanques peó · e4 blanques peó · f4 blanques peó · c3 blanques cavall · a2 blanques peó · b2 blanques peó · g2 blanques peó · h2 blanques peó · a1 blanques torre · c1 blanques alfil · d1 blanques dama · e1 blanques rei · f1 blanques alfil · g1 blanques cavall · h1 blanques torre | a8 negres torre · b8 negres cavall · c8 negres alfil · d8 negres dama · e8 negres rei · h8 negres torre · a7 negres peó · b7 negres peó · c7 negres peó · e7 negres peó · f7 negres peó · g7 negres alfil · h7 negres peó · d6 negres peó · f6 negres cavall · g6 negres peó · c4 blanques peó · d4 blanques peó · e4 blanques peó · f4 blanques peó · c3 blanques cavall · a2 blanques peó · b2 blanques peó · g2 blanques peó · h2 blanques peó · a1 blanques torre · c1 blanques alfil · d1 blanques dama · e1 blanques rei · f1 blanques alfil · g1 blanques cavall · h1 blanques torre | 8 |
| 7 | a8 negres torre · b8 negres cavall · c8 negres alfil · d8 negres dama · e8 negres rei · h8 negres torre · a7 negres peó · b7 negres peó · c7 negres peó · e7 negres peó · f7 negres peó · g7 negres alfil · h7 negres peó · d6 negres peó · f6 negres cavall · g6 negres peó · c4 blanques peó · d4 blanques peó · e4 blanques peó · f4 blanques peó · c3 blanques cavall · a2 blanques peó · b2 blanques peó · g2 blanques peó · h2 blanques peó · a1 blanques torre · c1 blanques alfil · d1 blanques dama · e1 blanques rei · f1 blanques alfil · g1 blanques cavall · h1 blanques torre | a8 negres torre · b8 negres cavall · c8 negres alfil · d8 negres dama · e8 negres rei · h8 negres torre · a7 negres peó · b7 negres peó · c7 negres peó · e7 negres peó · f7 negres peó · g7 negres alfil · h7 negres peó · d6 negres peó · f6 negres cavall · g6 negres peó · c4 blanques peó · d4 blanques peó · e4 blanques peó · f4 blanques peó · c3 blanques cavall · a2 blanques peó · b2 blanques peó · g2 blanques peó · h2 blanques peó · a1 blanques torre · c1 blanques alfil · d1 blanques dama · e1 blanques rei · f1 blanques alfil · g1 blanques cavall · h1 blanques torre | a8 negres torre · b8 negres cavall · c8 negres alfil · d8 negres dama · e8 negres rei · h8 negres torre · a7 negres peó · b7 negres peó · c7 negres peó · e7 negres peó · f7 negres peó · g7 negres alfil · h7 negres peó · d6 negres peó · f6 negres cavall · g6 negres peó · c4 blanques peó · d4 blanques peó · e4 blanques peó · f4 blanques peó · c3 blanques cavall · a2 blanques peó · b2 blanques peó · g2 blanques peó · h2 blanques peó · a1 blanques torre · c1 blanques alfil · d1 blanques dama · e1 blanques rei · f1 blanques alfil · g1 blanques cavall · h1 blanques torre | a8 negres torre · b8 negres cavall · c8 negres alfil · d8 negres dama · e8 negres rei · h8 negres torre · a7 negres peó · b7 negres peó · c7 negres peó · e7 negres peó · f7 negres peó · g7 negres alfil · h7 negres peó · d6 negres peó · f6 negres cavall · g6 negres peó · c4 blanques peó · d4 blanques peó · e4 blanques peó · f4 blanques peó · c3 blanques cavall · a2 blanques peó · b2 blanques peó · g2 blanques peó · h2 blanques peó · a1 blanques torre · c1 blanques alfil · d1 blanques dama · e1 blanques rei · f1 blanques alfil · g1 blanques cavall · h1 blanques torre | a8 negres torre · b8 negres cavall · c8 negres alfil · d8 negres dama · e8 negres rei · h8 negres torre · a7 negres peó · b7 negres peó · c7 negres peó · e7 negres peó · f7 negres peó · g7 negres alfil · h7 negres peó · d6 negres peó · f6 negres cavall · g6 negres peó · c4 blanques peó · d4 blanques peó · e4 blanques peó · f4 blanques peó · c3 blanques cavall · a2 blanques peó · b2 blanques peó · g2 blanques peó · h2 blanques peó · a1 blanques torre · c1 blanques alfil · d1 blanques dama · e1 blanques rei · f1 blanques alfil · g1 blanques cavall · h1 blanques torre | a8 negres torre · b8 negres cavall · c8 negres alfil · d8 negres dama · e8 negres rei · h8 negres torre · a7 negres peó · b7 negres peó · c7 negres peó · e7 negres peó · f7 negres peó · g7 negres alfil · h7 negres peó · d6 negres peó · f6 negres cavall · g6 negres peó · c4 blanques peó · d4 blanques peó · e4 blanques peó · f4 blanques peó · c3 blanques cavall · a2 blanques peó · b2 blanques peó · g2 blanques peó · h2 blanques peó · a1 blanques torre · c1 blanques alfil · d1 blanques dama · e1 blanques rei · f1 blanques alfil · g1 blanques cavall · h1 blanques torre | a8 negres torre · b8 negres cavall · c8 negres alfil · d8 negres dama · e8 negres rei · h8 negres torre · a7 negres peó · b7 negres peó · c7 negres peó · e7 negres peó · f7 negres peó · g7 negres alfil · h7 negres peó · d6 negres peó · f6 negres cavall · g6 negres peó · c4 blanques peó · d4 blanques peó · e4 blanques peó · f4 blanques peó · c3 blanques cavall · a2 blanques peó · b2 blanques peó · g2 blanques peó · h2 blanques peó · a1 blanques torre · c1 blanques alfil · d1 blanques dama · e1 blanques rei · f1 blanques alfil · g1 blanques cavall · h1 blanques torre | a8 negres torre · b8 negres cavall · c8 negres alfil · d8 negres dama · e8 negres rei · h8 negres torre · a7 negres peó · b7 negres peó · c7 negres peó · e7 negres peó · f7 negres peó · g7 negres alfil · h7 negres peó · d6 negres peó · f6 negres cavall · g6 negres peó · c4 blanques peó · d4 blanques peó · e4 blanques peó · f4 blanques peó · c3 blanques cavall · a2 blanques peó · b2 blanques peó · g2 blanques peó · h2 blanques peó · a1 blanques torre · c1 blanques alfil · d1 blanques dama · e1 blanques rei · f1 blanques alfil · g1 blanques cavall · h1 blanques torre | 7 |
| 6 | a8 negres torre · b8 negres cavall · c8 negres alfil · d8 negres dama · e8 negres rei · h8 negres torre · a7 negres peó · b7 negres peó · c7 negres peó · e7 negres peó · f7 negres peó · g7 negres alfil · h7 negres peó · d6 negres peó · f6 negres cavall · g6 negres peó · c4 blanques peó · d4 blanques peó · e4 blanques peó · f4 blanques peó · c3 blanques cavall · a2 blanques peó · b2 blanques peó · g2 blanques peó · h2 blanques peó · a1 blanques torre · c1 blanques alfil · d1 blanques dama · e1 blanques rei · f1 blanques alfil · g1 blanques cavall · h1 blanques torre | a8 negres torre · b8 negres cavall · c8 negres alfil · d8 negres dama · e8 negres rei · h8 negres torre · a7 negres peó · b7 negres peó · c7 negres peó · e7 negres peó · f7 negres peó · g7 negres alfil · h7 negres peó · d6 negres peó · f6 negres cavall · g6 negres peó · c4 blanques peó · d4 blanques peó · e4 blanques peó · f4 blanques peó · c3 blanques cavall · a2 blanques peó · b2 blanques peó · g2 blanques peó · h2 blanques peó · a1 blanques torre · c1 blanques alfil · d1 blanques dama · e1 blanques rei · f1 blanques alfil · g1 blanques cavall · h1 blanques torre | a8 negres torre · b8 negres cavall · c8 negres alfil · d8 negres dama · e8 negres rei · h8 negres torre · a7 negres peó · b7 negres peó · c7 negres peó · e7 negres peó · f7 negres peó · g7 negres alfil · h7 negres peó · d6 negres peó · f6 negres cavall · g6 negres peó · c4 blanques peó · d4 blanques peó · e4 blanques peó · f4 blanques peó · c3 blanques cavall · a2 blanques peó · b2 blanques peó · g2 blanques peó · h2 blanques peó · a1 blanques torre · c1 blanques alfil · d1 blanques dama · e1 blanques rei · f1 blanques alfil · g1 blanques cavall · h1 blanques torre | a8 negres torre · b8 negres cavall · c8 negres alfil · d8 negres dama · e8 negres rei · h8 negres torre · a7 negres peó · b7 negres peó · c7 negres peó · e7 negres peó · f7 negres peó · g7 negres alfil · h7 negres peó · d6 negres peó · f6 negres cavall · g6 negres peó · c4 blanques peó · d4 blanques peó · e4 blanques peó · f4 blanques peó · c3 blanques cavall · a2 blanques peó · b2 blanques peó · g2 blanques peó · h2 blanques peó · a1 blanques torre · c1 blanques alfil · d1 blanques dama · e1 blanques rei · f1 blanques alfil · g1 blanques cavall · h1 blanques torre | a8 negres torre · b8 negres cavall · c8 negres alfil · d8 negres dama · e8 negres rei · h8 negres torre · a7 negres peó · b7 negres peó · c7 negres peó · e7 negres peó · f7 negres peó · g7 negres alfil · h7 negres peó · d6 negres peó · f6 negres cavall · g6 negres peó · c4 blanques peó · d4 blanques peó · e4 blanques peó · f4 blanques peó · c3 blanques cavall · a2 blanques peó · b2 blanques peó · g2 blanques peó · h2 blanques peó · a1 blanques torre · c1 blanques alfil · d1 blanques dama · e1 blanques rei · f1 blanques alfil · g1 blanques cavall · h1 blanques torre | a8 negres torre · b8 negres cavall · c8 negres alfil · d8 negres dama · e8 negres rei · h8 negres torre · a7 negres peó · b7 negres peó · c7 negres peó · e7 negres peó · f7 negres peó · g7 negres alfil · h7 negres peó · d6 negres peó · f6 negres cavall · g6 negres peó · c4 blanques peó · d4 blanques peó · e4 blanques peó · f4 blanques peó · c3 blanques cavall · a2 blanques peó · b2 blanques peó · g2 blanques peó · h2 blanques peó · a1 blanques torre · c1 blanques alfil · d1 blanques dama · e1 blanques rei · f1 blanques alfil · g1 blanques cavall · h1 blanques torre | a8 negres torre · b8 negres cavall · c8 negres alfil · d8 negres dama · e8 negres rei · h8 negres torre · a7 negres peó · b7 negres peó · c7 negres peó · e7 negres peó · f7 negres peó · g7 negres alfil · h7 negres peó · d6 negres peó · f6 negres cavall · g6 negres peó · c4 blanques peó · d4 blanques peó · e4 blanques peó · f4 blanques peó · c3 blanques cavall · a2 blanques peó · b2 blanques peó · g2 blanques peó · h2 blanques peó · a1 blanques torre · c1 blanques alfil · d1 blanques dama · e1 blanques rei · f1 blanques alfil · g1 blanques cavall · h1 blanques torre | a8 negres torre · b8 negres cavall · c8 negres alfil · d8 negres dama · e8 negres rei · h8 negres torre · a7 negres peó · b7 negres peó · c7 negres peó · e7 negres peó · f7 negres peó · g7 negres alfil · h7 negres peó · d6 negres peó · f6 negres cavall · g6 negres peó · c4 blanques peó · d4 blanques peó · e4 blanques peó · f4 blanques peó · c3 blanques cavall · a2 blanques peó · b2 blanques peó · g2 blanques peó · h2 blanques peó · a1 blanques torre · c1 blanques alfil · d1 blanques dama · e1 blanques rei · f1 blanques alfil · g1 blanques cavall · h1 blanques torre | 6 |
| 5 | a8 negres torre · b8 negres cavall · c8 negres alfil · d8 negres dama · e8 negres rei · h8 negres torre · a7 negres peó · b7 negres peó · c7 negres peó · e7 negres peó · f7 negres peó · g7 negres alfil · h7 negres peó · d6 negres peó · f6 negres cavall · g6 negres peó · c4 blanques peó · d4 blanques peó · e4 blanques peó · f4 blanques peó · c3 blanques cavall · a2 blanques peó · b2 blanques peó · g2 blanques peó · h2 blanques peó · a1 blanques torre · c1 blanques alfil · d1 blanques dama · e1 blanques rei · f1 blanques alfil · g1 blanques cavall · h1 blanques torre | a8 negres torre · b8 negres cavall · c8 negres alfil · d8 negres dama · e8 negres rei · h8 negres torre · a7 negres peó · b7 negres peó · c7 negres peó · e7 negres peó · f7 negres peó · g7 negres alfil · h7 negres peó · d6 negres peó · f6 negres cavall · g6 negres peó · c4 blanques peó · d4 blanques peó · e4 blanques peó · f4 blanques peó · c3 blanques cavall · a2 blanques peó · b2 blanques peó · g2 blanques peó · h2 blanques peó · a1 blanques torre · c1 blanques alfil · d1 blanques dama · e1 blanques rei · f1 blanques alfil · g1 blanques cavall · h1 blanques torre | a8 negres torre · b8 negres cavall · c8 negres alfil · d8 negres dama · e8 negres rei · h8 negres torre · a7 negres peó · b7 negres peó · c7 negres peó · e7 negres peó · f7 negres peó · g7 negres alfil · h7 negres peó · d6 negres peó · f6 negres cavall · g6 negres peó · c4 blanques peó · d4 blanques peó · e4 blanques peó · f4 blanques peó · c3 blanques cavall · a2 blanques peó · b2 blanques peó · g2 blanques peó · h2 blanques peó · a1 blanques torre · c1 blanques alfil · d1 blanques dama · e1 blanques rei · f1 blanques alfil · g1 blanques cavall · h1 blanques torre | a8 negres torre · b8 negres cavall · c8 negres alfil · d8 negres dama · e8 negres rei · h8 negres torre · a7 negres peó · b7 negres peó · c7 negres peó · e7 negres peó · f7 negres peó · g7 negres alfil · h7 negres peó · d6 negres peó · f6 negres cavall · g6 negres peó · c4 blanques peó · d4 blanques peó · e4 blanques peó · f4 blanques peó · c3 blanques cavall · a2 blanques peó · b2 blanques peó · g2 blanques peó · h2 blanques peó · a1 blanques torre · c1 blanques alfil · d1 blanques dama · e1 blanques rei · f1 blanques alfil · g1 blanques cavall · h1 blanques torre | a8 negres torre · b8 negres cavall · c8 negres alfil · d8 negres dama · e8 negres rei · h8 negres torre · a7 negres peó · b7 negres peó · c7 negres peó · e7 negres peó · f7 negres peó · g7 negres alfil · h7 negres peó · d6 negres peó · f6 negres cavall · g6 negres peó · c4 blanques peó · d4 blanques peó · e4 blanques peó · f4 blanques peó · c3 blanques cavall · a2 blanques peó · b2 blanques peó · g2 blanques peó · h2 blanques peó · a1 blanques torre · c1 blanques alfil · d1 blanques dama · e1 blanques rei · f1 blanques alfil · g1 blanques cavall · h1 blanques torre | a8 negres torre · b8 negres cavall · c8 negres alfil · d8 negres dama · e8 negres rei · h8 negres torre · a7 negres peó · b7 negres peó · c7 negres peó · e7 negres peó · f7 negres peó · g7 negres alfil · h7 negres peó · d6 negres peó · f6 negres cavall · g6 negres peó · c4 blanques peó · d4 blanques peó · e4 blanques peó · f4 blanques peó · c3 blanques cavall · a2 blanques peó · b2 blanques peó · g2 blanques peó · h2 blanques peó · a1 blanques torre · c1 blanques alfil · d1 blanques dama · e1 blanques rei · f1 blanques alfil · g1 blanques cavall · h1 blanques torre | a8 negres torre · b8 negres cavall · c8 negres alfil · d8 negres dama · e8 negres rei · h8 negres torre · a7 negres peó · b7 negres peó · c7 negres peó · e7 negres peó · f7 negres peó · g7 negres alfil · h7 negres peó · d6 negres peó · f6 negres cavall · g6 negres peó · c4 blanques peó · d4 blanques peó · e4 blanques peó · f4 blanques peó · c3 blanques cavall · a2 blanques peó · b2 blanques peó · g2 blanques peó · h2 blanques peó · a1 blanques torre · c1 blanques alfil · d1 blanques dama · e1 blanques rei · f1 blanques alfil · g1 blanques cavall · h1 blanques torre | a8 negres torre · b8 negres cavall · c8 negres alfil · d8 negres dama · e8 negres rei · h8 negres torre · a7 negres peó · b7 negres peó · c7 negres peó · e7 negres peó · f7 negres peó · g7 negres alfil · h7 negres peó · d6 negres peó · f6 negres cavall · g6 negres peó · c4 blanques peó · d4 blanques peó · e4 blanques peó · f4 blanques peó · c3 blanques cavall · a2 blanques peó · b2 blanques peó · g2 blanques peó · h2 blanques peó · a1 blanques torre · c1 blanques alfil · d1 blanques dama · e1 blanques rei · f1 blanques alfil · g1 blanques cavall · h1 blanques torre | 5 |
| 4 | a8 negres torre · b8 negres cavall · c8 negres alfil · d8 negres dama · e8 negres rei · h8 negres torre · a7 negres peó · b7 negres peó · c7 negres peó · e7 negres peó · f7 negres peó · g7 negres alfil · h7 negres peó · d6 negres peó · f6 negres cavall · g6 negres peó · c4 blanques peó · d4 blanques peó · e4 blanques peó · f4 blanques peó · c3 blanques cavall · a2 blanques peó · b2 blanques peó · g2 blanques peó · h2 blanques peó · a1 blanques torre · c1 blanques alfil · d1 blanques dama · e1 blanques rei · f1 blanques alfil · g1 blanques cavall · h1 blanques torre | a8 negres torre · b8 negres cavall · c8 negres alfil · d8 negres dama · e8 negres rei · h8 negres torre · a7 negres peó · b7 negres peó · c7 negres peó · e7 negres peó · f7 negres peó · g7 negres alfil · h7 negres peó · d6 negres peó · f6 negres cavall · g6 negres peó · c4 blanques peó · d4 blanques peó · e4 blanques peó · f4 blanques peó · c3 blanques cavall · a2 blanques peó · b2 blanques peó · g2 blanques peó · h2 blanques peó · a1 blanques torre · c1 blanques alfil · d1 blanques dama · e1 blanques rei · f1 blanques alfil · g1 blanques cavall · h1 blanques torre | a8 negres torre · b8 negres cavall · c8 negres alfil · d8 negres dama · e8 negres rei · h8 negres torre · a7 negres peó · b7 negres peó · c7 negres peó · e7 negres peó · f7 negres peó · g7 negres alfil · h7 negres peó · d6 negres peó · f6 negres cavall · g6 negres peó · c4 blanques peó · d4 blanques peó · e4 blanques peó · f4 blanques peó · c3 blanques cavall · a2 blanques peó · b2 blanques peó · g2 blanques peó · h2 blanques peó · a1 blanques torre · c1 blanques alfil · d1 blanques dama · e1 blanques rei · f1 blanques alfil · g1 blanques cavall · h1 blanques torre | a8 negres torre · b8 negres cavall · c8 negres alfil · d8 negres dama · e8 negres rei · h8 negres torre · a7 negres peó · b7 negres peó · c7 negres peó · e7 negres peó · f7 negres peó · g7 negres alfil · h7 negres peó · d6 negres peó · f6 negres cavall · g6 negres peó · c4 blanques peó · d4 blanques peó · e4 blanques peó · f4 blanques peó · c3 blanques cavall · a2 blanques peó · b2 blanques peó · g2 blanques peó · h2 blanques peó · a1 blanques torre · c1 blanques alfil · d1 blanques dama · e1 blanques rei · f1 blanques alfil · g1 blanques cavall · h1 blanques torre | a8 negres torre · b8 negres cavall · c8 negres alfil · d8 negres dama · e8 negres rei · h8 negres torre · a7 negres peó · b7 negres peó · c7 negres peó · e7 negres peó · f7 negres peó · g7 negres alfil · h7 negres peó · d6 negres peó · f6 negres cavall · g6 negres peó · c4 blanques peó · d4 blanques peó · e4 blanques peó · f4 blanques peó · c3 blanques cavall · a2 blanques peó · b2 blanques peó · g2 blanques peó · h2 blanques peó · a1 blanques torre · c1 blanques alfil · d1 blanques dama · e1 blanques rei · f1 blanques alfil · g1 blanques cavall · h1 blanques torre | a8 negres torre · b8 negres cavall · c8 negres alfil · d8 negres dama · e8 negres rei · h8 negres torre · a7 negres peó · b7 negres peó · c7 negres peó · e7 negres peó · f7 negres peó · g7 negres alfil · h7 negres peó · d6 negres peó · f6 negres cavall · g6 negres peó · c4 blanques peó · d4 blanques peó · e4 blanques peó · f4 blanques peó · c3 blanques cavall · a2 blanques peó · b2 blanques peó · g2 blanques peó · h2 blanques peó · a1 blanques torre · c1 blanques alfil · d1 blanques dama · e1 blanques rei · f1 blanques alfil · g1 blanques cavall · h1 blanques torre | a8 negres torre · b8 negres cavall · c8 negres alfil · d8 negres dama · e8 negres rei · h8 negres torre · a7 negres peó · b7 negres peó · c7 negres peó · e7 negres peó · f7 negres peó · g7 negres alfil · h7 negres peó · d6 negres peó · f6 negres cavall · g6 negres peó · c4 blanques peó · d4 blanques peó · e4 blanques peó · f4 blanques peó · c3 blanques cavall · a2 blanques peó · b2 blanques peó · g2 blanques peó · h2 blanques peó · a1 blanques torre · c1 blanques alfil · d1 blanques dama · e1 blanques rei · f1 blanques alfil · g1 blanques cavall · h1 blanques torre | a8 negres torre · b8 negres cavall · c8 negres alfil · d8 negres dama · e8 negres rei · h8 negres torre · a7 negres peó · b7 negres peó · c7 negres peó · e7 negres peó · f7 negres peó · g7 negres alfil · h7 negres peó · d6 negres peó · f6 negres cavall · g6 negres peó · c4 blanques peó · d4 blanques peó · e4 blanques peó · f4 blanques peó · c3 blanques cavall · a2 blanques peó · b2 blanques peó · g2 blanques peó · h2 blanques peó · a1 blanques torre · c1 blanques alfil · d1 blanques dama · e1 blanques rei · f1 blanques alfil · g1 blanques cavall · h1 blanques torre | 4 |
| 3 | a8 negres torre · b8 negres cavall · c8 negres alfil · d8 negres dama · e8 negres rei · h8 negres torre · a7 negres peó · b7 negres peó · c7 negres peó · e7 negres peó · f7 negres peó · g7 negres alfil · h7 negres peó · d6 negres peó · f6 negres cavall · g6 negres peó · c4 blanques peó · d4 blanques peó · e4 blanques peó · f4 blanques peó · c3 blanques cavall · a2 blanques peó · b2 blanques peó · g2 blanques peó · h2 blanques peó · a1 blanques torre · c1 blanques alfil · d1 blanques dama · e1 blanques rei · f1 blanques alfil · g1 blanques cavall · h1 blanques torre | a8 negres torre · b8 negres cavall · c8 negres alfil · d8 negres dama · e8 negres rei · h8 negres torre · a7 negres peó · b7 negres peó · c7 negres peó · e7 negres peó · f7 negres peó · g7 negres alfil · h7 negres peó · d6 negres peó · f6 negres cavall · g6 negres peó · c4 blanques peó · d4 blanques peó · e4 blanques peó · f4 blanques peó · c3 blanques cavall · a2 blanques peó · b2 blanques peó · g2 blanques peó · h2 blanques peó · a1 blanques torre · c1 blanques alfil · d1 blanques dama · e1 blanques rei · f1 blanques alfil · g1 blanques cavall · h1 blanques torre | a8 negres torre · b8 negres cavall · c8 negres alfil · d8 negres dama · e8 negres rei · h8 negres torre · a7 negres peó · b7 negres peó · c7 negres peó · e7 negres peó · f7 negres peó · g7 negres alfil · h7 negres peó · d6 negres peó · f6 negres cavall · g6 negres peó · c4 blanques peó · d4 blanques peó · e4 blanques peó · f4 blanques peó · c3 blanques cavall · a2 blanques peó · b2 blanques peó · g2 blanques peó · h2 blanques peó · a1 blanques torre · c1 blanques alfil · d1 blanques dama · e1 blanques rei · f1 blanques alfil · g1 blanques cavall · h1 blanques torre | a8 negres torre · b8 negres cavall · c8 negres alfil · d8 negres dama · e8 negres rei · h8 negres torre · a7 negres peó · b7 negres peó · c7 negres peó · e7 negres peó · f7 negres peó · g7 negres alfil · h7 negres peó · d6 negres peó · f6 negres cavall · g6 negres peó · c4 blanques peó · d4 blanques peó · e4 blanques peó · f4 blanques peó · c3 blanques cavall · a2 blanques peó · b2 blanques peó · g2 blanques peó · h2 blanques peó · a1 blanques torre · c1 blanques alfil · d1 blanques dama · e1 blanques rei · f1 blanques alfil · g1 blanques cavall · h1 blanques torre | a8 negres torre · b8 negres cavall · c8 negres alfil · d8 negres dama · e8 negres rei · h8 negres torre · a7 negres peó · b7 negres peó · c7 negres peó · e7 negres peó · f7 negres peó · g7 negres alfil · h7 negres peó · d6 negres peó · f6 negres cavall · g6 negres peó · c4 blanques peó · d4 blanques peó · e4 blanques peó · f4 blanques peó · c3 blanques cavall · a2 blanques peó · b2 blanques peó · g2 blanques peó · h2 blanques peó · a1 blanques torre · c1 blanques alfil · d1 blanques dama · e1 blanques rei · f1 blanques alfil · g1 blanques cavall · h1 blanques torre | a8 negres torre · b8 negres cavall · c8 negres alfil · d8 negres dama · e8 negres rei · h8 negres torre · a7 negres peó · b7 negres peó · c7 negres peó · e7 negres peó · f7 negres peó · g7 negres alfil · h7 negres peó · d6 negres peó · f6 negres cavall · g6 negres peó · c4 blanques peó · d4 blanques peó · e4 blanques peó · f4 blanques peó · c3 blanques cavall · a2 blanques peó · b2 blanques peó · g2 blanques peó · h2 blanques peó · a1 blanques torre · c1 blanques alfil · d1 blanques dama · e1 blanques rei · f1 blanques alfil · g1 blanques cavall · h1 blanques torre | a8 negres torre · b8 negres cavall · c8 negres alfil · d8 negres dama · e8 negres rei · h8 negres torre · a7 negres peó · b7 negres peó · c7 negres peó · e7 negres peó · f7 negres peó · g7 negres alfil · h7 negres peó · d6 negres peó · f6 negres cavall · g6 negres peó · c4 blanques peó · d4 blanques peó · e4 blanques peó · f4 blanques peó · c3 blanques cavall · a2 blanques peó · b2 blanques peó · g2 blanques peó · h2 blanques peó · a1 blanques torre · c1 blanques alfil · d1 blanques dama · e1 blanques rei · f1 blanques alfil · g1 blanques cavall · h1 blanques torre | a8 negres torre · b8 negres cavall · c8 negres alfil · d8 negres dama · e8 negres rei · h8 negres torre · a7 negres peó · b7 negres peó · c7 negres peó · e7 negres peó · f7 negres peó · g7 negres alfil · h7 negres peó · d6 negres peó · f6 negres cavall · g6 negres peó · c4 blanques peó · d4 blanques peó · e4 blanques peó · f4 blanques peó · c3 blanques cavall · a2 blanques peó · b2 blanques peó · g2 blanques peó · h2 blanques peó · a1 blanques torre · c1 blanques alfil · d1 blanques dama · e1 blanques rei · f1 blanques alfil · g1 blanques cavall · h1 blanques torre | 3 |
| 2 | a8 negres torre · b8 negres cavall · c8 negres alfil · d8 negres dama · e8 negres rei · h8 negres torre · a7 negres peó · b7 negres peó · c7 negres peó · e7 negres peó · f7 negres peó · g7 negres alfil · h7 negres peó · d6 negres peó · f6 negres cavall · g6 negres peó · c4 blanques peó · d4 blanques peó · e4 blanques peó · f4 blanques peó · c3 blanques cavall · a2 blanques peó · b2 blanques peó · g2 blanques peó · h2 blanques peó · a1 blanques torre · c1 blanques alfil · d1 blanques dama · e1 blanques rei · f1 blanques alfil · g1 blanques cavall · h1 blanques torre | a8 negres torre · b8 negres cavall · c8 negres alfil · d8 negres dama · e8 negres rei · h8 negres torre · a7 negres peó · b7 negres peó · c7 negres peó · e7 negres peó · f7 negres peó · g7 negres alfil · h7 negres peó · d6 negres peó · f6 negres cavall · g6 negres peó · c4 blanques peó · d4 blanques peó · e4 blanques peó · f4 blanques peó · c3 blanques cavall · a2 blanques peó · b2 blanques peó · g2 blanques peó · h2 blanques peó · a1 blanques torre · c1 blanques alfil · d1 blanques dama · e1 blanques rei · f1 blanques alfil · g1 blanques cavall · h1 blanques torre | a8 negres torre · b8 negres cavall · c8 negres alfil · d8 negres dama · e8 negres rei · h8 negres torre · a7 negres peó · b7 negres peó · c7 negres peó · e7 negres peó · f7 negres peó · g7 negres alfil · h7 negres peó · d6 negres peó · f6 negres cavall · g6 negres peó · c4 blanques peó · d4 blanques peó · e4 blanques peó · f4 blanques peó · c3 blanques cavall · a2 blanques peó · b2 blanques peó · g2 blanques peó · h2 blanques peó · a1 blanques torre · c1 blanques alfil · d1 blanques dama · e1 blanques rei · f1 blanques alfil · g1 blanques cavall · h1 blanques torre | a8 negres torre · b8 negres cavall · c8 negres alfil · d8 negres dama · e8 negres rei · h8 negres torre · a7 negres peó · b7 negres peó · c7 negres peó · e7 negres peó · f7 negres peó · g7 negres alfil · h7 negres peó · d6 negres peó · f6 negres cavall · g6 negres peó · c4 blanques peó · d4 blanques peó · e4 blanques peó · f4 blanques peó · c3 blanques cavall · a2 blanques peó · b2 blanques peó · g2 blanques peó · h2 blanques peó · a1 blanques torre · c1 blanques alfil · d1 blanques dama · e1 blanques rei · f1 blanques alfil · g1 blanques cavall · h1 blanques torre | a8 negres torre · b8 negres cavall · c8 negres alfil · d8 negres dama · e8 negres rei · h8 negres torre · a7 negres peó · b7 negres peó · c7 negres peó · e7 negres peó · f7 negres peó · g7 negres alfil · h7 negres peó · d6 negres peó · f6 negres cavall · g6 negres peó · c4 blanques peó · d4 blanques peó · e4 blanques peó · f4 blanques peó · c3 blanques cavall · a2 blanques peó · b2 blanques peó · g2 blanques peó · h2 blanques peó · a1 blanques torre · c1 blanques alfil · d1 blanques dama · e1 blanques rei · f1 blanques alfil · g1 blanques cavall · h1 blanques torre | a8 negres torre · b8 negres cavall · c8 negres alfil · d8 negres dama · e8 negres rei · h8 negres torre · a7 negres peó · b7 negres peó · c7 negres peó · e7 negres peó · f7 negres peó · g7 negres alfil · h7 negres peó · d6 negres peó · f6 negres cavall · g6 negres peó · c4 blanques peó · d4 blanques peó · e4 blanques peó · f4 blanques peó · c3 blanques cavall · a2 blanques peó · b2 blanques peó · g2 blanques peó · h2 blanques peó · a1 blanques torre · c1 blanques alfil · d1 blanques dama · e1 blanques rei · f1 blanques alfil · g1 blanques cavall · h1 blanques torre | a8 negres torre · b8 negres cavall · c8 negres alfil · d8 negres dama · e8 negres rei · h8 negres torre · a7 negres peó · b7 negres peó · c7 negres peó · e7 negres peó · f7 negres peó · g7 negres alfil · h7 negres peó · d6 negres peó · f6 negres cavall · g6 negres peó · c4 blanques peó · d4 blanques peó · e4 blanques peó · f4 blanques peó · c3 blanques cavall · a2 blanques peó · b2 blanques peó · g2 blanques peó · h2 blanques peó · a1 blanques torre · c1 blanques alfil · d1 blanques dama · e1 blanques rei · f1 blanques alfil · g1 blanques cavall · h1 blanques torre | a8 negres torre · b8 negres cavall · c8 negres alfil · d8 negres dama · e8 negres rei · h8 negres torre · a7 negres peó · b7 negres peó · c7 negres peó · e7 negres peó · f7 negres peó · g7 negres alfil · h7 negres peó · d6 negres peó · f6 negres cavall · g6 negres peó · c4 blanques peó · d4 blanques peó · e4 blanques peó · f4 blanques peó · c3 blanques cavall · a2 blanques peó · b2 blanques peó · g2 blanques peó · h2 blanques peó · a1 blanques torre · c1 blanques alfil · d1 blanques dama · e1 blanques rei · f1 blanques alfil · g1 blanques cavall · h1 blanques torre | 2 |
| 1 | a8 negres torre · b8 negres cavall · c8 negres alfil · d8 negres dama · e8 negres rei · h8 negres torre · a7 negres peó · b7 negres peó · c7 negres peó · e7 negres peó · f7 negres peó · g7 negres alfil · h7 negres peó · d6 negres peó · f6 negres cavall · g6 negres peó · c4 blanques peó · d4 blanques peó · e4 blanques peó · f4 blanques peó · c3 blanques cavall · a2 blanques peó · b2 blanques peó · g2 blanques peó · h2 blanques peó · a1 blanques torre · c1 blanques alfil · d1 blanques dama · e1 blanques rei · f1 blanques alfil · g1 blanques cavall · h1 blanques torre | a8 negres torre · b8 negres cavall · c8 negres alfil · d8 negres dama · e8 negres rei · h8 negres torre · a7 negres peó · b7 negres peó · c7 negres peó · e7 negres peó · f7 negres peó · g7 negres alfil · h7 negres peó · d6 negres peó · f6 negres cavall · g6 negres peó · c4 blanques peó · d4 blanques peó · e4 blanques peó · f4 blanques peó · c3 blanques cavall · a2 blanques peó · b2 blanques peó · g2 blanques peó · h2 blanques peó · a1 blanques torre · c1 blanques alfil · d1 blanques dama · e1 blanques rei · f1 blanques alfil · g1 blanques cavall · h1 blanques torre | a8 negres torre · b8 negres cavall · c8 negres alfil · d8 negres dama · e8 negres rei · h8 negres torre · a7 negres peó · b7 negres peó · c7 negres peó · e7 negres peó · f7 negres peó · g7 negres alfil · h7 negres peó · d6 negres peó · f6 negres cavall · g6 negres peó · c4 blanques peó · d4 blanques peó · e4 blanques peó · f4 blanques peó · c3 blanques cavall · a2 blanques peó · b2 blanques peó · g2 blanques peó · h2 blanques peó · a1 blanques torre · c1 blanques alfil · d1 blanques dama · e1 blanques rei · f1 blanques alfil · g1 blanques cavall · h1 blanques torre | a8 negres torre · b8 negres cavall · c8 negres alfil · d8 negres dama · e8 negres rei · h8 negres torre · a7 negres peó · b7 negres peó · c7 negres peó · e7 negres peó · f7 negres peó · g7 negres alfil · h7 negres peó · d6 negres peó · f6 negres cavall · g6 negres peó · c4 blanques peó · d4 blanques peó · e4 blanques peó · f4 blanques peó · c3 blanques cavall · a2 blanques peó · b2 blanques peó · g2 blanques peó · h2 blanques peó · a1 blanques torre · c1 blanques alfil · d1 blanques dama · e1 blanques rei · f1 blanques alfil · g1 blanques cavall · h1 blanques torre | a8 negres torre · b8 negres cavall · c8 negres alfil · d8 negres dama · e8 negres rei · h8 negres torre · a7 negres peó · b7 negres peó · c7 negres peó · e7 negres peó · f7 negres peó · g7 negres alfil · h7 negres peó · d6 negres peó · f6 negres cavall · g6 negres peó · c4 blanques peó · d4 blanques peó · e4 blanques peó · f4 blanques peó · c3 blanques cavall · a2 blanques peó · b2 blanques peó · g2 blanques peó · h2 blanques peó · a1 blanques torre · c1 blanques alfil · d1 blanques dama · e1 blanques rei · f1 blanques alfil · g1 blanques cavall · h1 blanques torre | a8 negres torre · b8 negres cavall · c8 negres alfil · d8 negres dama · e8 negres rei · h8 negres torre · a7 negres peó · b7 negres peó · c7 negres peó · e7 negres peó · f7 negres peó · g7 negres alfil · h7 negres peó · d6 negres peó · f6 negres cavall · g6 negres peó · c4 blanques peó · d4 blanques peó · e4 blanques peó · f4 blanques peó · c3 blanques cavall · a2 blanques peó · b2 blanques peó · g2 blanques peó · h2 blanques peó · a1 blanques torre · c1 blanques alfil · d1 blanques dama · e1 blanques rei · f1 blanques alfil · g1 blanques cavall · h1 blanques torre | a8 negres torre · b8 negres cavall · c8 negres alfil · d8 negres dama · e8 negres rei · h8 negres torre · a7 negres peó · b7 negres peó · c7 negres peó · e7 negres peó · f7 negres peó · g7 negres alfil · h7 negres peó · d6 negres peó · f6 negres cavall · g6 negres peó · c4 blanques peó · d4 blanques peó · e4 blanques peó · f4 blanques peó · c3 blanques cavall · a2 blanques peó · b2 blanques peó · g2 blanques peó · h2 blanques peó · a1 blanques torre · c1 blanques alfil · d1 blanques dama · e1 blanques rei · f1 blanques alfil · g1 blanques cavall · h1 blanques torre | a8 negres torre · b8 negres cavall · c8 negres alfil · d8 negres dama · e8 negres rei · h8 negres torre · a7 negres peó · b7 negres peó · c7 negres peó · e7 negres peó · f7 negres peó · g7 negres alfil · h7 negres peó · d6 negres peó · f6 negres cavall · g6 negres peó · c4 blanques peó · d4 blanques peó · e4 blanques peó · f4 blanques peó · c3 blanques cavall · a2 blanques peó · b2 blanques peó · g2 blanques peó · h2 blanques peó · a1 blanques torre · c1 blanques alfil · d1 blanques dama · e1 blanques rei · f1 blanques alfil · g1 blanques cavall · h1 blanques torre | 1 |
|   | a | b | c | d | e | f | g | h |   |

L'atac dels quatre peons continua amb 3.Cc3 Ag7 4.e4 d6 5.f4 0-0 6.Cf3. Aquest és l'esquema més agressiu per les blanques, i es va veure sovint en els 1920. Amb el seu cinquè moviment, les blanques creen un gran centre, al preu de quedar endarrerides en el desenvolupament. Si les negres poden obrir la posició, les blanques poden notar certa sobreexpansió. A partir d'aquí, 6...c5 és la línia principal.
- 6...c5 7.d5 e6 8.Ae2 exd5 9.cxd5
  - 9...Ag4 és una línia sòlida per les negres.
  - 9...Te8 és justificable amb un joc sòlid.
  - 9...b5 condueix a un joc agut i perillós.
- 6...Ca6 és coneguda com a variant moderna. Es tracta de jugar ...Cc5 amb contrajoc. Ha funcionat amb èxit contra jugades neutrals de les blanques, com ara 7.Ad3. D'altra banda, 7.e5 és el moviment més agressiu.

### Variant del Fianchetto
|   | a | b | c | d | e | f | g | h |   |
| 8 | a8 negres torre · b8 negres cavall · c8 negres alfil · d8 negres dama · f8 negres torre · g8 negres rei · a7 negres peó · b7 negres peó · c7 negres peó · e7 negres peó · f7 negres peó · g7 negres alfil · h7 negres peó · d6 negres peó · f6 negres cavall · g6 negres peó · c4 blanques peó · d4 blanques peó · f3 blanques cavall · g3 blanques peó · a2 blanques peó · b2 blanques peó · e2 blanques peó · f2 blanques peó · g2 blanques alfil · h2 blanques peó · a1 blanques torre · b1 blanques cavall · c1 blanques alfil · d1 blanques dama · f1 blanques torre · g1 blanques rei | a8 negres torre · b8 negres cavall · c8 negres alfil · d8 negres dama · f8 negres torre · g8 negres rei · a7 negres peó · b7 negres peó · c7 negres peó · e7 negres peó · f7 negres peó · g7 negres alfil · h7 negres peó · d6 negres peó · f6 negres cavall · g6 negres peó · c4 blanques peó · d4 blanques peó · f3 blanques cavall · g3 blanques peó · a2 blanques peó · b2 blanques peó · e2 blanques peó · f2 blanques peó · g2 blanques alfil · h2 blanques peó · a1 blanques torre · b1 blanques cavall · c1 blanques alfil · d1 blanques dama · f1 blanques torre · g1 blanques rei | a8 negres torre · b8 negres cavall · c8 negres alfil · d8 negres dama · f8 negres torre · g8 negres rei · a7 negres peó · b7 negres peó · c7 negres peó · e7 negres peó · f7 negres peó · g7 negres alfil · h7 negres peó · d6 negres peó · f6 negres cavall · g6 negres peó · c4 blanques peó · d4 blanques peó · f3 blanques cavall · g3 blanques peó · a2 blanques peó · b2 blanques peó · e2 blanques peó · f2 blanques peó · g2 blanques alfil · h2 blanques peó · a1 blanques torre · b1 blanques cavall · c1 blanques alfil · d1 blanques dama · f1 blanques torre · g1 blanques rei | a8 negres torre · b8 negres cavall · c8 negres alfil · d8 negres dama · f8 negres torre · g8 negres rei · a7 negres peó · b7 negres peó · c7 negres peó · e7 negres peó · f7 negres peó · g7 negres alfil · h7 negres peó · d6 negres peó · f6 negres cavall · g6 negres peó · c4 blanques peó · d4 blanques peó · f3 blanques cavall · g3 blanques peó · a2 blanques peó · b2 blanques peó · e2 blanques peó · f2 blanques peó · g2 blanques alfil · h2 blanques peó · a1 blanques torre · b1 blanques cavall · c1 blanques alfil · d1 blanques dama · f1 blanques torre · g1 blanques rei | a8 negres torre · b8 negres cavall · c8 negres alfil · d8 negres dama · f8 negres torre · g8 negres rei · a7 negres peó · b7 negres peó · c7 negres peó · e7 negres peó · f7 negres peó · g7 negres alfil · h7 negres peó · d6 negres peó · f6 negres cavall · g6 negres peó · c4 blanques peó · d4 blanques peó · f3 blanques cavall · g3 blanques peó · a2 blanques peó · b2 blanques peó · e2 blanques peó · f2 blanques peó · g2 blanques alfil · h2 blanques peó · a1 blanques torre · b1 blanques cavall · c1 blanques alfil · d1 blanques dama · f1 blanques torre · g1 blanques rei | a8 negres torre · b8 negres cavall · c8 negres alfil · d8 negres dama · f8 negres torre · g8 negres rei · a7 negres peó · b7 negres peó · c7 negres peó · e7 negres peó · f7 negres peó · g7 negres alfil · h7 negres peó · d6 negres peó · f6 negres cavall · g6 negres peó · c4 blanques peó · d4 blanques peó · f3 blanques cavall · g3 blanques peó · a2 blanques peó · b2 blanques peó · e2 blanques peó · f2 blanques peó · g2 blanques alfil · h2 blanques peó · a1 blanques torre · b1 blanques cavall · c1 blanques alfil · d1 blanques dama · f1 blanques torre · g1 blanques rei | a8 negres torre · b8 negres cavall · c8 negres alfil · d8 negres dama · f8 negres torre · g8 negres rei · a7 negres peó · b7 negres peó · c7 negres peó · e7 negres peó · f7 negres peó · g7 negres alfil · h7 negres peó · d6 negres peó · f6 negres cavall · g6 negres peó · c4 blanques peó · d4 blanques peó · f3 blanques cavall · g3 blanques peó · a2 blanques peó · b2 blanques peó · e2 blanques peó · f2 blanques peó · g2 blanques alfil · h2 blanques peó · a1 blanques torre · b1 blanques cavall · c1 blanques alfil · d1 blanques dama · f1 blanques torre · g1 blanques rei | a8 negres torre · b8 negres cavall · c8 negres alfil · d8 negres dama · f8 negres torre · g8 negres rei · a7 negres peó · b7 negres peó · c7 negres peó · e7 negres peó · f7 negres peó · g7 negres alfil · h7 negres peó · d6 negres peó · f6 negres cavall · g6 negres peó · c4 blanques peó · d4 blanques peó · f3 blanques cavall · g3 blanques peó · a2 blanques peó · b2 blanques peó · e2 blanques peó · f2 blanques peó · g2 blanques alfil · h2 blanques peó · a1 blanques torre · b1 blanques cavall · c1 blanques alfil · d1 blanques dama · f1 blanques torre · g1 blanques rei | 8 |
| 7 | a8 negres torre · b8 negres cavall · c8 negres alfil · d8 negres dama · f8 negres torre · g8 negres rei · a7 negres peó · b7 negres peó · c7 negres peó · e7 negres peó · f7 negres peó · g7 negres alfil · h7 negres peó · d6 negres peó · f6 negres cavall · g6 negres peó · c4 blanques peó · d4 blanques peó · f3 blanques cavall · g3 blanques peó · a2 blanques peó · b2 blanques peó · e2 blanques peó · f2 blanques peó · g2 blanques alfil · h2 blanques peó · a1 blanques torre · b1 blanques cavall · c1 blanques alfil · d1 blanques dama · f1 blanques torre · g1 blanques rei | a8 negres torre · b8 negres cavall · c8 negres alfil · d8 negres dama · f8 negres torre · g8 negres rei · a7 negres peó · b7 negres peó · c7 negres peó · e7 negres peó · f7 negres peó · g7 negres alfil · h7 negres peó · d6 negres peó · f6 negres cavall · g6 negres peó · c4 blanques peó · d4 blanques peó · f3 blanques cavall · g3 blanques peó · a2 blanques peó · b2 blanques peó · e2 blanques peó · f2 blanques peó · g2 blanques alfil · h2 blanques peó · a1 blanques torre · b1 blanques cavall · c1 blanques alfil · d1 blanques dama · f1 blanques torre · g1 blanques rei | a8 negres torre · b8 negres cavall · c8 negres alfil · d8 negres dama · f8 negres torre · g8 negres rei · a7 negres peó · b7 negres peó · c7 negres peó · e7 negres peó · f7 negres peó · g7 negres alfil · h7 negres peó · d6 negres peó · f6 negres cavall · g6 negres peó · c4 blanques peó · d4 blanques peó · f3 blanques cavall · g3 blanques peó · a2 blanques peó · b2 blanques peó · e2 blanques peó · f2 blanques peó · g2 blanques alfil · h2 blanques peó · a1 blanques torre · b1 blanques cavall · c1 blanques alfil · d1 blanques dama · f1 blanques torre · g1 blanques rei | a8 negres torre · b8 negres cavall · c8 negres alfil · d8 negres dama · f8 negres torre · g8 negres rei · a7 negres peó · b7 negres peó · c7 negres peó · e7 negres peó · f7 negres peó · g7 negres alfil · h7 negres peó · d6 negres peó · f6 negres cavall · g6 negres peó · c4 blanques peó · d4 blanques peó · f3 blanques cavall · g3 blanques peó · a2 blanques peó · b2 blanques peó · e2 blanques peó · f2 blanques peó · g2 blanques alfil · h2 blanques peó · a1 blanques torre · b1 blanques cavall · c1 blanques alfil · d1 blanques dama · f1 blanques torre · g1 blanques rei | a8 negres torre · b8 negres cavall · c8 negres alfil · d8 negres dama · f8 negres torre · g8 negres rei · a7 negres peó · b7 negres peó · c7 negres peó · e7 negres peó · f7 negres peó · g7 negres alfil · h7 negres peó · d6 negres peó · f6 negres cavall · g6 negres peó · c4 blanques peó · d4 blanques peó · f3 blanques cavall · g3 blanques peó · a2 blanques peó · b2 blanques peó · e2 blanques peó · f2 blanques peó · g2 blanques alfil · h2 blanques peó · a1 blanques torre · b1 blanques cavall · c1 blanques alfil · d1 blanques dama · f1 blanques torre · g1 blanques rei | a8 negres torre · b8 negres cavall · c8 negres alfil · d8 negres dama · f8 negres torre · g8 negres rei · a7 negres peó · b7 negres peó · c7 negres peó · e7 negres peó · f7 negres peó · g7 negres alfil · h7 negres peó · d6 negres peó · f6 negres cavall · g6 negres peó · c4 blanques peó · d4 blanques peó · f3 blanques cavall · g3 blanques peó · a2 blanques peó · b2 blanques peó · e2 blanques peó · f2 blanques peó · g2 blanques alfil · h2 blanques peó · a1 blanques torre · b1 blanques cavall · c1 blanques alfil · d1 blanques dama · f1 blanques torre · g1 blanques rei | a8 negres torre · b8 negres cavall · c8 negres alfil · d8 negres dama · f8 negres torre · g8 negres rei · a7 negres peó · b7 negres peó · c7 negres peó · e7 negres peó · f7 negres peó · g7 negres alfil · h7 negres peó · d6 negres peó · f6 negres cavall · g6 negres peó · c4 blanques peó · d4 blanques peó · f3 blanques cavall · g3 blanques peó · a2 blanques peó · b2 blanques peó · e2 blanques peó · f2 blanques peó · g2 blanques alfil · h2 blanques peó · a1 blanques torre · b1 blanques cavall · c1 blanques alfil · d1 blanques dama · f1 blanques torre · g1 blanques rei | a8 negres torre · b8 negres cavall · c8 negres alfil · d8 negres dama · f8 negres torre · g8 negres rei · a7 negres peó · b7 negres peó · c7 negres peó · e7 negres peó · f7 negres peó · g7 negres alfil · h7 negres peó · d6 negres peó · f6 negres cavall · g6 negres peó · c4 blanques peó · d4 blanques peó · f3 blanques cavall · g3 blanques peó · a2 blanques peó · b2 blanques peó · e2 blanques peó · f2 blanques peó · g2 blanques alfil · h2 blanques peó · a1 blanques torre · b1 blanques cavall · c1 blanques alfil · d1 blanques dama · f1 blanques torre · g1 blanques rei | 7 |
| 6 | a8 negres torre · b8 negres cavall · c8 negres alfil · d8 negres dama · f8 negres torre · g8 negres rei · a7 negres peó · b7 negres peó · c7 negres peó · e7 negres peó · f7 negres peó · g7 negres alfil · h7 negres peó · d6 negres peó · f6 negres cavall · g6 negres peó · c4 blanques peó · d4 blanques peó · f3 blanques cavall · g3 blanques peó · a2 blanques peó · b2 blanques peó · e2 blanques peó · f2 blanques peó · g2 blanques alfil · h2 blanques peó · a1 blanques torre · b1 blanques cavall · c1 blanques alfil · d1 blanques dama · f1 blanques torre · g1 blanques rei | a8 negres torre · b8 negres cavall · c8 negres alfil · d8 negres dama · f8 negres torre · g8 negres rei · a7 negres peó · b7 negres peó · c7 negres peó · e7 negres peó · f7 negres peó · g7 negres alfil · h7 negres peó · d6 negres peó · f6 negres cavall · g6 negres peó · c4 blanques peó · d4 blanques peó · f3 blanques cavall · g3 blanques peó · a2 blanques peó · b2 blanques peó · e2 blanques peó · f2 blanques peó · g2 blanques alfil · h2 blanques peó · a1 blanques torre · b1 blanques cavall · c1 blanques alfil · d1 blanques dama · f1 blanques torre · g1 blanques rei | a8 negres torre · b8 negres cavall · c8 negres alfil · d8 negres dama · f8 negres torre · g8 negres rei · a7 negres peó · b7 negres peó · c7 negres peó · e7 negres peó · f7 negres peó · g7 negres alfil · h7 negres peó · d6 negres peó · f6 negres cavall · g6 negres peó · c4 blanques peó · d4 blanques peó · f3 blanques cavall · g3 blanques peó · a2 blanques peó · b2 blanques peó · e2 blanques peó · f2 blanques peó · g2 blanques alfil · h2 blanques peó · a1 blanques torre · b1 blanques cavall · c1 blanques alfil · d1 blanques dama · f1 blanques torre · g1 blanques rei | a8 negres torre · b8 negres cavall · c8 negres alfil · d8 negres dama · f8 negres torre · g8 negres rei · a7 negres peó · b7 negres peó · c7 negres peó · e7 negres peó · f7 negres peó · g7 negres alfil · h7 negres peó · d6 negres peó · f6 negres cavall · g6 negres peó · c4 blanques peó · d4 blanques peó · f3 blanques cavall · g3 blanques peó · a2 blanques peó · b2 blanques peó · e2 blanques peó · f2 blanques peó · g2 blanques alfil · h2 blanques peó · a1 blanques torre · b1 blanques cavall · c1 blanques alfil · d1 blanques dama · f1 blanques torre · g1 blanques rei | a8 negres torre · b8 negres cavall · c8 negres alfil · d8 negres dama · f8 negres torre · g8 negres rei · a7 negres peó · b7 negres peó · c7 negres peó · e7 negres peó · f7 negres peó · g7 negres alfil · h7 negres peó · d6 negres peó · f6 negres cavall · g6 negres peó · c4 blanques peó · d4 blanques peó · f3 blanques cavall · g3 blanques peó · a2 blanques peó · b2 blanques peó · e2 blanques peó · f2 blanques peó · g2 blanques alfil · h2 blanques peó · a1 blanques torre · b1 blanques cavall · c1 blanques alfil · d1 blanques dama · f1 blanques torre · g1 blanques rei | a8 negres torre · b8 negres cavall · c8 negres alfil · d8 negres dama · f8 negres torre · g8 negres rei · a7 negres peó · b7 negres peó · c7 negres peó · e7 negres peó · f7 negres peó · g7 negres alfil · h7 negres peó · d6 negres peó · f6 negres cavall · g6 negres peó · c4 blanques peó · d4 blanques peó · f3 blanques cavall · g3 blanques peó · a2 blanques peó · b2 blanques peó · e2 blanques peó · f2 blanques peó · g2 blanques alfil · h2 blanques peó · a1 blanques torre · b1 blanques cavall · c1 blanques alfil · d1 blanques dama · f1 blanques torre · g1 blanques rei | a8 negres torre · b8 negres cavall · c8 negres alfil · d8 negres dama · f8 negres torre · g8 negres rei · a7 negres peó · b7 negres peó · c7 negres peó · e7 negres peó · f7 negres peó · g7 negres alfil · h7 negres peó · d6 negres peó · f6 negres cavall · g6 negres peó · c4 blanques peó · d4 blanques peó · f3 blanques cavall · g3 blanques peó · a2 blanques peó · b2 blanques peó · e2 blanques peó · f2 blanques peó · g2 blanques alfil · h2 blanques peó · a1 blanques torre · b1 blanques cavall · c1 blanques alfil · d1 blanques dama · f1 blanques torre · g1 blanques rei | a8 negres torre · b8 negres cavall · c8 negres alfil · d8 negres dama · f8 negres torre · g8 negres rei · a7 negres peó · b7 negres peó · c7 negres peó · e7 negres peó · f7 negres peó · g7 negres alfil · h7 negres peó · d6 negres peó · f6 negres cavall · g6 negres peó · c4 blanques peó · d4 blanques peó · f3 blanques cavall · g3 blanques peó · a2 blanques peó · b2 blanques peó · e2 blanques peó · f2 blanques peó · g2 blanques alfil · h2 blanques peó · a1 blanques torre · b1 blanques cavall · c1 blanques alfil · d1 blanques dama · f1 blanques torre · g1 blanques rei | 6 |
| 5 | a8 negres torre · b8 negres cavall · c8 negres alfil · d8 negres dama · f8 negres torre · g8 negres rei · a7 negres peó · b7 negres peó · c7 negres peó · e7 negres peó · f7 negres peó · g7 negres alfil · h7 negres peó · d6 negres peó · f6 negres cavall · g6 negres peó · c4 blanques peó · d4 blanques peó · f3 blanques cavall · g3 blanques peó · a2 blanques peó · b2 blanques peó · e2 blanques peó · f2 blanques peó · g2 blanques alfil · h2 blanques peó · a1 blanques torre · b1 blanques cavall · c1 blanques alfil · d1 blanques dama · f1 blanques torre · g1 blanques rei | a8 negres torre · b8 negres cavall · c8 negres alfil · d8 negres dama · f8 negres torre · g8 negres rei · a7 negres peó · b7 negres peó · c7 negres peó · e7 negres peó · f7 negres peó · g7 negres alfil · h7 negres peó · d6 negres peó · f6 negres cavall · g6 negres peó · c4 blanques peó · d4 blanques peó · f3 blanques cavall · g3 blanques peó · a2 blanques peó · b2 blanques peó · e2 blanques peó · f2 blanques peó · g2 blanques alfil · h2 blanques peó · a1 blanques torre · b1 blanques cavall · c1 blanques alfil · d1 blanques dama · f1 blanques torre · g1 blanques rei | a8 negres torre · b8 negres cavall · c8 negres alfil · d8 negres dama · f8 negres torre · g8 negres rei · a7 negres peó · b7 negres peó · c7 negres peó · e7 negres peó · f7 negres peó · g7 negres alfil · h7 negres peó · d6 negres peó · f6 negres cavall · g6 negres peó · c4 blanques peó · d4 blanques peó · f3 blanques cavall · g3 blanques peó · a2 blanques peó · b2 blanques peó · e2 blanques peó · f2 blanques peó · g2 blanques alfil · h2 blanques peó · a1 blanques torre · b1 blanques cavall · c1 blanques alfil · d1 blanques dama · f1 blanques torre · g1 blanques rei | a8 negres torre · b8 negres cavall · c8 negres alfil · d8 negres dama · f8 negres torre · g8 negres rei · a7 negres peó · b7 negres peó · c7 negres peó · e7 negres peó · f7 negres peó · g7 negres alfil · h7 negres peó · d6 negres peó · f6 negres cavall · g6 negres peó · c4 blanques peó · d4 blanques peó · f3 blanques cavall · g3 blanques peó · a2 blanques peó · b2 blanques peó · e2 blanques peó · f2 blanques peó · g2 blanques alfil · h2 blanques peó · a1 blanques torre · b1 blanques cavall · c1 blanques alfil · d1 blanques dama · f1 blanques torre · g1 blanques rei | a8 negres torre · b8 negres cavall · c8 negres alfil · d8 negres dama · f8 negres torre · g8 negres rei · a7 negres peó · b7 negres peó · c7 negres peó · e7 negres peó · f7 negres peó · g7 negres alfil · h7 negres peó · d6 negres peó · f6 negres cavall · g6 negres peó · c4 blanques peó · d4 blanques peó · f3 blanques cavall · g3 blanques peó · a2 blanques peó · b2 blanques peó · e2 blanques peó · f2 blanques peó · g2 blanques alfil · h2 blanques peó · a1 blanques torre · b1 blanques cavall · c1 blanques alfil · d1 blanques dama · f1 blanques torre · g1 blanques rei | a8 negres torre · b8 negres cavall · c8 negres alfil · d8 negres dama · f8 negres torre · g8 negres rei · a7 negres peó · b7 negres peó · c7 negres peó · e7 negres peó · f7 negres peó · g7 negres alfil · h7 negres peó · d6 negres peó · f6 negres cavall · g6 negres peó · c4 blanques peó · d4 blanques peó · f3 blanques cavall · g3 blanques peó · a2 blanques peó · b2 blanques peó · e2 blanques peó · f2 blanques peó · g2 blanques alfil · h2 blanques peó · a1 blanques torre · b1 blanques cavall · c1 blanques alfil · d1 blanques dama · f1 blanques torre · g1 blanques rei | a8 negres torre · b8 negres cavall · c8 negres alfil · d8 negres dama · f8 negres torre · g8 negres rei · a7 negres peó · b7 negres peó · c7 negres peó · e7 negres peó · f7 negres peó · g7 negres alfil · h7 negres peó · d6 negres peó · f6 negres cavall · g6 negres peó · c4 blanques peó · d4 blanques peó · f3 blanques cavall · g3 blanques peó · a2 blanques peó · b2 blanques peó · e2 blanques peó · f2 blanques peó · g2 blanques alfil · h2 blanques peó · a1 blanques torre · b1 blanques cavall · c1 blanques alfil · d1 blanques dama · f1 blanques torre · g1 blanques rei | a8 negres torre · b8 negres cavall · c8 negres alfil · d8 negres dama · f8 negres torre · g8 negres rei · a7 negres peó · b7 negres peó · c7 negres peó · e7 negres peó · f7 negres peó · g7 negres alfil · h7 negres peó · d6 negres peó · f6 negres cavall · g6 negres peó · c4 blanques peó · d4 blanques peó · f3 blanques cavall · g3 blanques peó · a2 blanques peó · b2 blanques peó · e2 blanques peó · f2 blanques peó · g2 blanques alfil · h2 blanques peó · a1 blanques torre · b1 blanques cavall · c1 blanques alfil · d1 blanques dama · f1 blanques torre · g1 blanques rei | 5 |
| 4 | a8 negres torre · b8 negres cavall · c8 negres alfil · d8 negres dama · f8 negres torre · g8 negres rei · a7 negres peó · b7 negres peó · c7 negres peó · e7 negres peó · f7 negres peó · g7 negres alfil · h7 negres peó · d6 negres peó · f6 negres cavall · g6 negres peó · c4 blanques peó · d4 blanques peó · f3 blanques cavall · g3 blanques peó · a2 blanques peó · b2 blanques peó · e2 blanques peó · f2 blanques peó · g2 blanques alfil · h2 blanques peó · a1 blanques torre · b1 blanques cavall · c1 blanques alfil · d1 blanques dama · f1 blanques torre · g1 blanques rei | a8 negres torre · b8 negres cavall · c8 negres alfil · d8 negres dama · f8 negres torre · g8 negres rei · a7 negres peó · b7 negres peó · c7 negres peó · e7 negres peó · f7 negres peó · g7 negres alfil · h7 negres peó · d6 negres peó · f6 negres cavall · g6 negres peó · c4 blanques peó · d4 blanques peó · f3 blanques cavall · g3 blanques peó · a2 blanques peó · b2 blanques peó · e2 blanques peó · f2 blanques peó · g2 blanques alfil · h2 blanques peó · a1 blanques torre · b1 blanques cavall · c1 blanques alfil · d1 blanques dama · f1 blanques torre · g1 blanques rei | a8 negres torre · b8 negres cavall · c8 negres alfil · d8 negres dama · f8 negres torre · g8 negres rei · a7 negres peó · b7 negres peó · c7 negres peó · e7 negres peó · f7 negres peó · g7 negres alfil · h7 negres peó · d6 negres peó · f6 negres cavall · g6 negres peó · c4 blanques peó · d4 blanques peó · f3 blanques cavall · g3 blanques peó · a2 blanques peó · b2 blanques peó · e2 blanques peó · f2 blanques peó · g2 blanques alfil · h2 blanques peó · a1 blanques torre · b1 blanques cavall · c1 blanques alfil · d1 blanques dama · f1 blanques torre · g1 blanques rei | a8 negres torre · b8 negres cavall · c8 negres alfil · d8 negres dama · f8 negres torre · g8 negres rei · a7 negres peó · b7 negres peó · c7 negres peó · e7 negres peó · f7 negres peó · g7 negres alfil · h7 negres peó · d6 negres peó · f6 negres cavall · g6 negres peó · c4 blanques peó · d4 blanques peó · f3 blanques cavall · g3 blanques peó · a2 blanques peó · b2 blanques peó · e2 blanques peó · f2 blanques peó · g2 blanques alfil · h2 blanques peó · a1 blanques torre · b1 blanques cavall · c1 blanques alfil · d1 blanques dama · f1 blanques torre · g1 blanques rei | a8 negres torre · b8 negres cavall · c8 negres alfil · d8 negres dama · f8 negres torre · g8 negres rei · a7 negres peó · b7 negres peó · c7 negres peó · e7 negres peó · f7 negres peó · g7 negres alfil · h7 negres peó · d6 negres peó · f6 negres cavall · g6 negres peó · c4 blanques peó · d4 blanques peó · f3 blanques cavall · g3 blanques peó · a2 blanques peó · b2 blanques peó · e2 blanques peó · f2 blanques peó · g2 blanques alfil · h2 blanques peó · a1 blanques torre · b1 blanques cavall · c1 blanques alfil · d1 blanques dama · f1 blanques torre · g1 blanques rei | a8 negres torre · b8 negres cavall · c8 negres alfil · d8 negres dama · f8 negres torre · g8 negres rei · a7 negres peó · b7 negres peó · c7 negres peó · e7 negres peó · f7 negres peó · g7 negres alfil · h7 negres peó · d6 negres peó · f6 negres cavall · g6 negres peó · c4 blanques peó · d4 blanques peó · f3 blanques cavall · g3 blanques peó · a2 blanques peó · b2 blanques peó · e2 blanques peó · f2 blanques peó · g2 blanques alfil · h2 blanques peó · a1 blanques torre · b1 blanques cavall · c1 blanques alfil · d1 blanques dama · f1 blanques torre · g1 blanques rei | a8 negres torre · b8 negres cavall · c8 negres alfil · d8 negres dama · f8 negres torre · g8 negres rei · a7 negres peó · b7 negres peó · c7 negres peó · e7 negres peó · f7 negres peó · g7 negres alfil · h7 negres peó · d6 negres peó · f6 negres cavall · g6 negres peó · c4 blanques peó · d4 blanques peó · f3 blanques cavall · g3 blanques peó · a2 blanques peó · b2 blanques peó · e2 blanques peó · f2 blanques peó · g2 blanques alfil · h2 blanques peó · a1 blanques torre · b1 blanques cavall · c1 blanques alfil · d1 blanques dama · f1 blanques torre · g1 blanques rei | a8 negres torre · b8 negres cavall · c8 negres alfil · d8 negres dama · f8 negres torre · g8 negres rei · a7 negres peó · b7 negres peó · c7 negres peó · e7 negres peó · f7 negres peó · g7 negres alfil · h7 negres peó · d6 negres peó · f6 negres cavall · g6 negres peó · c4 blanques peó · d4 blanques peó · f3 blanques cavall · g3 blanques peó · a2 blanques peó · b2 blanques peó · e2 blanques peó · f2 blanques peó · g2 blanques alfil · h2 blanques peó · a1 blanques torre · b1 blanques cavall · c1 blanques alfil · d1 blanques dama · f1 blanques torre · g1 blanques rei | 4 |
| 3 | a8 negres torre · b8 negres cavall · c8 negres alfil · d8 negres dama · f8 negres torre · g8 negres rei · a7 negres peó · b7 negres peó · c7 negres peó · e7 negres peó · f7 negres peó · g7 negres alfil · h7 negres peó · d6 negres peó · f6 negres cavall · g6 negres peó · c4 blanques peó · d4 blanques peó · f3 blanques cavall · g3 blanques peó · a2 blanques peó · b2 blanques peó · e2 blanques peó · f2 blanques peó · g2 blanques alfil · h2 blanques peó · a1 blanques torre · b1 blanques cavall · c1 blanques alfil · d1 blanques dama · f1 blanques torre · g1 blanques rei | a8 negres torre · b8 negres cavall · c8 negres alfil · d8 negres dama · f8 negres torre · g8 negres rei · a7 negres peó · b7 negres peó · c7 negres peó · e7 negres peó · f7 negres peó · g7 negres alfil · h7 negres peó · d6 negres peó · f6 negres cavall · g6 negres peó · c4 blanques peó · d4 blanques peó · f3 blanques cavall · g3 blanques peó · a2 blanques peó · b2 blanques peó · e2 blanques peó · f2 blanques peó · g2 blanques alfil · h2 blanques peó · a1 blanques torre · b1 blanques cavall · c1 blanques alfil · d1 blanques dama · f1 blanques torre · g1 blanques rei | a8 negres torre · b8 negres cavall · c8 negres alfil · d8 negres dama · f8 negres torre · g8 negres rei · a7 negres peó · b7 negres peó · c7 negres peó · e7 negres peó · f7 negres peó · g7 negres alfil · h7 negres peó · d6 negres peó · f6 negres cavall · g6 negres peó · c4 blanques peó · d4 blanques peó · f3 blanques cavall · g3 blanques peó · a2 blanques peó · b2 blanques peó · e2 blanques peó · f2 blanques peó · g2 blanques alfil · h2 blanques peó · a1 blanques torre · b1 blanques cavall · c1 blanques alfil · d1 blanques dama · f1 blanques torre · g1 blanques rei | a8 negres torre · b8 negres cavall · c8 negres alfil · d8 negres dama · f8 negres torre · g8 negres rei · a7 negres peó · b7 negres peó · c7 negres peó · e7 negres peó · f7 negres peó · g7 negres alfil · h7 negres peó · d6 negres peó · f6 negres cavall · g6 negres peó · c4 blanques peó · d4 blanques peó · f3 blanques cavall · g3 blanques peó · a2 blanques peó · b2 blanques peó · e2 blanques peó · f2 blanques peó · g2 blanques alfil · h2 blanques peó · a1 blanques torre · b1 blanques cavall · c1 blanques alfil · d1 blanques dama · f1 blanques torre · g1 blanques rei | a8 negres torre · b8 negres cavall · c8 negres alfil · d8 negres dama · f8 negres torre · g8 negres rei · a7 negres peó · b7 negres peó · c7 negres peó · e7 negres peó · f7 negres peó · g7 negres alfil · h7 negres peó · d6 negres peó · f6 negres cavall · g6 negres peó · c4 blanques peó · d4 blanques peó · f3 blanques cavall · g3 blanques peó · a2 blanques peó · b2 blanques peó · e2 blanques peó · f2 blanques peó · g2 blanques alfil · h2 blanques peó · a1 blanques torre · b1 blanques cavall · c1 blanques alfil · d1 blanques dama · f1 blanques torre · g1 blanques rei | a8 negres torre · b8 negres cavall · c8 negres alfil · d8 negres dama · f8 negres torre · g8 negres rei · a7 negres peó · b7 negres peó · c7 negres peó · e7 negres peó · f7 negres peó · g7 negres alfil · h7 negres peó · d6 negres peó · f6 negres cavall · g6 negres peó · c4 blanques peó · d4 blanques peó · f3 blanques cavall · g3 blanques peó · a2 blanques peó · b2 blanques peó · e2 blanques peó · f2 blanques peó · g2 blanques alfil · h2 blanques peó · a1 blanques torre · b1 blanques cavall · c1 blanques alfil · d1 blanques dama · f1 blanques torre · g1 blanques rei | a8 negres torre · b8 negres cavall · c8 negres alfil · d8 negres dama · f8 negres torre · g8 negres rei · a7 negres peó · b7 negres peó · c7 negres peó · e7 negres peó · f7 negres peó · g7 negres alfil · h7 negres peó · d6 negres peó · f6 negres cavall · g6 negres peó · c4 blanques peó · d4 blanques peó · f3 blanques cavall · g3 blanques peó · a2 blanques peó · b2 blanques peó · e2 blanques peó · f2 blanques peó · g2 blanques alfil · h2 blanques peó · a1 blanques torre · b1 blanques cavall · c1 blanques alfil · d1 blanques dama · f1 blanques torre · g1 blanques rei | a8 negres torre · b8 negres cavall · c8 negres alfil · d8 negres dama · f8 negres torre · g8 negres rei · a7 negres peó · b7 negres peó · c7 negres peó · e7 negres peó · f7 negres peó · g7 negres alfil · h7 negres peó · d6 negres peó · f6 negres cavall · g6 negres peó · c4 blanques peó · d4 blanques peó · f3 blanques cavall · g3 blanques peó · a2 blanques peó · b2 blanques peó · e2 blanques peó · f2 blanques peó · g2 blanques alfil · h2 blanques peó · a1 blanques torre · b1 blanques cavall · c1 blanques alfil · d1 blanques dama · f1 blanques torre · g1 blanques rei | 3 |
| 2 | a8 negres torre · b8 negres cavall · c8 negres alfil · d8 negres dama · f8 negres torre · g8 negres rei · a7 negres peó · b7 negres peó · c7 negres peó · e7 negres peó · f7 negres peó · g7 negres alfil · h7 negres peó · d6 negres peó · f6 negres cavall · g6 negres peó · c4 blanques peó · d4 blanques peó · f3 blanques cavall · g3 blanques peó · a2 blanques peó · b2 blanques peó · e2 blanques peó · f2 blanques peó · g2 blanques alfil · h2 blanques peó · a1 blanques torre · b1 blanques cavall · c1 blanques alfil · d1 blanques dama · f1 blanques torre · g1 blanques rei | a8 negres torre · b8 negres cavall · c8 negres alfil · d8 negres dama · f8 negres torre · g8 negres rei · a7 negres peó · b7 negres peó · c7 negres peó · e7 negres peó · f7 negres peó · g7 negres alfil · h7 negres peó · d6 negres peó · f6 negres cavall · g6 negres peó · c4 blanques peó · d4 blanques peó · f3 blanques cavall · g3 blanques peó · a2 blanques peó · b2 blanques peó · e2 blanques peó · f2 blanques peó · g2 blanques alfil · h2 blanques peó · a1 blanques torre · b1 blanques cavall · c1 blanques alfil · d1 blanques dama · f1 blanques torre · g1 blanques rei | a8 negres torre · b8 negres cavall · c8 negres alfil · d8 negres dama · f8 negres torre · g8 negres rei · a7 negres peó · b7 negres peó · c7 negres peó · e7 negres peó · f7 negres peó · g7 negres alfil · h7 negres peó · d6 negres peó · f6 negres cavall · g6 negres peó · c4 blanques peó · d4 blanques peó · f3 blanques cavall · g3 blanques peó · a2 blanques peó · b2 blanques peó · e2 blanques peó · f2 blanques peó · g2 blanques alfil · h2 blanques peó · a1 blanques torre · b1 blanques cavall · c1 blanques alfil · d1 blanques dama · f1 blanques torre · g1 blanques rei | a8 negres torre · b8 negres cavall · c8 negres alfil · d8 negres dama · f8 negres torre · g8 negres rei · a7 negres peó · b7 negres peó · c7 negres peó · e7 negres peó · f7 negres peó · g7 negres alfil · h7 negres peó · d6 negres peó · f6 negres cavall · g6 negres peó · c4 blanques peó · d4 blanques peó · f3 blanques cavall · g3 blanques peó · a2 blanques peó · b2 blanques peó · e2 blanques peó · f2 blanques peó · g2 blanques alfil · h2 blanques peó · a1 blanques torre · b1 blanques cavall · c1 blanques alfil · d1 blanques dama · f1 blanques torre · g1 blanques rei | a8 negres torre · b8 negres cavall · c8 negres alfil · d8 negres dama · f8 negres torre · g8 negres rei · a7 negres peó · b7 negres peó · c7 negres peó · e7 negres peó · f7 negres peó · g7 negres alfil · h7 negres peó · d6 negres peó · f6 negres cavall · g6 negres peó · c4 blanques peó · d4 blanques peó · f3 blanques cavall · g3 blanques peó · a2 blanques peó · b2 blanques peó · e2 blanques peó · f2 blanques peó · g2 blanques alfil · h2 blanques peó · a1 blanques torre · b1 blanques cavall · c1 blanques alfil · d1 blanques dama · f1 blanques torre · g1 blanques rei | a8 negres torre · b8 negres cavall · c8 negres alfil · d8 negres dama · f8 negres torre · g8 negres rei · a7 negres peó · b7 negres peó · c7 negres peó · e7 negres peó · f7 negres peó · g7 negres alfil · h7 negres peó · d6 negres peó · f6 negres cavall · g6 negres peó · c4 blanques peó · d4 blanques peó · f3 blanques cavall · g3 blanques peó · a2 blanques peó · b2 blanques peó · e2 blanques peó · f2 blanques peó · g2 blanques alfil · h2 blanques peó · a1 blanques torre · b1 blanques cavall · c1 blanques alfil · d1 blanques dama · f1 blanques torre · g1 blanques rei | a8 negres torre · b8 negres cavall · c8 negres alfil · d8 negres dama · f8 negres torre · g8 negres rei · a7 negres peó · b7 negres peó · c7 negres peó · e7 negres peó · f7 negres peó · g7 negres alfil · h7 negres peó · d6 negres peó · f6 negres cavall · g6 negres peó · c4 blanques peó · d4 blanques peó · f3 blanques cavall · g3 blanques peó · a2 blanques peó · b2 blanques peó · e2 blanques peó · f2 blanques peó · g2 blanques alfil · h2 blanques peó · a1 blanques torre · b1 blanques cavall · c1 blanques alfil · d1 blanques dama · f1 blanques torre · g1 blanques rei | a8 negres torre · b8 negres cavall · c8 negres alfil · d8 negres dama · f8 negres torre · g8 negres rei · a7 negres peó · b7 negres peó · c7 negres peó · e7 negres peó · f7 negres peó · g7 negres alfil · h7 negres peó · d6 negres peó · f6 negres cavall · g6 negres peó · c4 blanques peó · d4 blanques peó · f3 blanques cavall · g3 blanques peó · a2 blanques peó · b2 blanques peó · e2 blanques peó · f2 blanques peó · g2 blanques alfil · h2 blanques peó · a1 blanques torre · b1 blanques cavall · c1 blanques alfil · d1 blanques dama · f1 blanques torre · g1 blanques rei | 2 |
| 1 | a8 negres torre · b8 negres cavall · c8 negres alfil · d8 negres dama · f8 negres torre · g8 negres rei · a7 negres peó · b7 negres peó · c7 negres peó · e7 negres peó · f7 negres peó · g7 negres alfil · h7 negres peó · d6 negres peó · f6 negres cavall · g6 negres peó · c4 blanques peó · d4 blanques peó · f3 blanques cavall · g3 blanques peó · a2 blanques peó · b2 blanques peó · e2 blanques peó · f2 blanques peó · g2 blanques alfil · h2 blanques peó · a1 blanques torre · b1 blanques cavall · c1 blanques alfil · d1 blanques dama · f1 blanques torre · g1 blanques rei | a8 negres torre · b8 negres cavall · c8 negres alfil · d8 negres dama · f8 negres torre · g8 negres rei · a7 negres peó · b7 negres peó · c7 negres peó · e7 negres peó · f7 negres peó · g7 negres alfil · h7 negres peó · d6 negres peó · f6 negres cavall · g6 negres peó · c4 blanques peó · d4 blanques peó · f3 blanques cavall · g3 blanques peó · a2 blanques peó · b2 blanques peó · e2 blanques peó · f2 blanques peó · g2 blanques alfil · h2 blanques peó · a1 blanques torre · b1 blanques cavall · c1 blanques alfil · d1 blanques dama · f1 blanques torre · g1 blanques rei | a8 negres torre · b8 negres cavall · c8 negres alfil · d8 negres dama · f8 negres torre · g8 negres rei · a7 negres peó · b7 negres peó · c7 negres peó · e7 negres peó · f7 negres peó · g7 negres alfil · h7 negres peó · d6 negres peó · f6 negres cavall · g6 negres peó · c4 blanques peó · d4 blanques peó · f3 blanques cavall · g3 blanques peó · a2 blanques peó · b2 blanques peó · e2 blanques peó · f2 blanques peó · g2 blanques alfil · h2 blanques peó · a1 blanques torre · b1 blanques cavall · c1 blanques alfil · d1 blanques dama · f1 blanques torre · g1 blanques rei | a8 negres torre · b8 negres cavall · c8 negres alfil · d8 negres dama · f8 negres torre · g8 negres rei · a7 negres peó · b7 negres peó · c7 negres peó · e7 negres peó · f7 negres peó · g7 negres alfil · h7 negres peó · d6 negres peó · f6 negres cavall · g6 negres peó · c4 blanques peó · d4 blanques peó · f3 blanques cavall · g3 blanques peó · a2 blanques peó · b2 blanques peó · e2 blanques peó · f2 blanques peó · g2 blanques alfil · h2 blanques peó · a1 blanques torre · b1 blanques cavall · c1 blanques alfil · d1 blanques dama · f1 blanques torre · g1 blanques rei | a8 negres torre · b8 negres cavall · c8 negres alfil · d8 negres dama · f8 negres torre · g8 negres rei · a7 negres peó · b7 negres peó · c7 negres peó · e7 negres peó · f7 negres peó · g7 negres alfil · h7 negres peó · d6 negres peó · f6 negres cavall · g6 negres peó · c4 blanques peó · d4 blanques peó · f3 blanques cavall · g3 blanques peó · a2 blanques peó · b2 blanques peó · e2 blanques peó · f2 blanques peó · g2 blanques alfil · h2 blanques peó · a1 blanques torre · b1 blanques cavall · c1 blanques alfil · d1 blanques dama · f1 blanques torre · g1 blanques rei | a8 negres torre · b8 negres cavall · c8 negres alfil · d8 negres dama · f8 negres torre · g8 negres rei · a7 negres peó · b7 negres peó · c7 negres peó · e7 negres peó · f7 negres peó · g7 negres alfil · h7 negres peó · d6 negres peó · f6 negres cavall · g6 negres peó · c4 blanques peó · d4 blanques peó · f3 blanques cavall · g3 blanques peó · a2 blanques peó · b2 blanques peó · e2 blanques peó · f2 blanques peó · g2 blanques alfil · h2 blanques peó · a1 blanques torre · b1 blanques cavall · c1 blanques alfil · d1 blanques dama · f1 blanques torre · g1 blanques rei | a8 negres torre · b8 negres cavall · c8 negres alfil · d8 negres dama · f8 negres torre · g8 negres rei · a7 negres peó · b7 negres peó · c7 negres peó · e7 negres peó · f7 negres peó · g7 negres alfil · h7 negres peó · d6 negres peó · f6 negres cavall · g6 negres peó · c4 blanques peó · d4 blanques peó · f3 blanques cavall · g3 blanques peó · a2 blanques peó · b2 blanques peó · e2 blanques peó · f2 blanques peó · g2 blanques alfil · h2 blanques peó · a1 blanques torre · b1 blanques cavall · c1 blanques alfil · d1 blanques dama · f1 blanques torre · g1 blanques rei | a8 negres torre · b8 negres cavall · c8 negres alfil · d8 negres dama · f8 negres torre · g8 negres rei · a7 negres peó · b7 negres peó · c7 negres peó · e7 negres peó · f7 negres peó · g7 negres alfil · h7 negres peó · d6 negres peó · f6 negres cavall · g6 negres peó · c4 blanques peó · d4 blanques peó · f3 blanques cavall · g3 blanques peó · a2 blanques peó · b2 blanques peó · e2 blanques peó · f2 blanques peó · g2 blanques alfil · h2 blanques peó · a1 blanques torre · b1 blanques cavall · c1 blanques alfil · d1 blanques dama · f1 blanques torre · g1 blanques rei | 1 |
|   | a | b | c | d | e | f | g | h |   |

La variant del fianchetto 1.d4 Cf6 2.c4 g6 3.Cf3 Ag7 4.g3 0-0 5.Ag2 d6 6.0-0, s'anomena així pel desenvolupament de banda de les blanques del seu alfil de caselles clares a g2, i és una de les línies més populars a nivell de Grans Mestres, amb en Kortxnoi com a notable practicant. Aquest mètode de desenvolupament deriva en línies completament diferents d'altres variants de l'índia de rei. Aquí, el pla normal de les negres per atacar és molt difícil d'implementar, ja que el flanc de rei blanc és defensat més sòlidament que en la majoria de les altres variants. Les línies més comunes són:
- 6...Cbd7 amb 8...exd4. Les negres intenten influir al centre amb ...e7-e5. 7.Cc3 e5 8.e4 exd4 9.Cxd4 Te8 10.h3 a6! un moviment que mostra els plans de les negres: es preparen per a 11...Tb8, amb ...c7-c5 i ...b7-b5, de vegades amb ...Ce4 en primer lloc. Això es coneix com a subvariant Gallagher de la variant del fianquet.
  - 8...c6 i 8...a6 són alternatives possibles.
- 6...Cc6 7.Cc3 a6 8.d5 Ca5. Tot i que els jugadors saben que els cavalls no estan en general ben situats als marges del tauler, aquí es justifica aquest moviment per actuar directament contra el taló d'Aquil·les de la variant del fianquet, la feblesa de c4. Centenars de partides a nivell magistral han continuat 9.Cd2 c5 10.Dc2 Tb8 11.b3 b5 12.Ab2 bxc4 13.bxc4 Ah6 14.f4 (14.e3 Af5 és una trampa on hi han caigut entre d'altres en Mark Taimanov - les blanques perden material, ja que no hi ha cap interposició bona) e5!

## Línies marginals
Finalment, les blanquest tenen d'altres possibilitats de situar les peces, com ara Cf3 i h3 seguit de Cge2 (amb Ad3 o sense), però no són massa populars actualment a nivell de GMs. 1.d4 Cf6 2.c4 g6 3.Cc3 Ag7 4.e4 d6 5.Cge2 seguit de 6.Cg3 és anomenat l'atac hongarès.

## Partides famoses
La següent és una de les més conegudes partides mai jugades amb l'índia de rei, una brillant producció del GM ucraïnès (posteriorment estatunidenc) Eduard Gufeld, que la va anomenar la seva "Mona Lisa."
Vladímir Baguírov - Eduard Gufeld, Campionat de l'URSS de 1973:
1.d4 g6 2.c4 Ag7 3.Cc3 d6 4.e4 Cf6 5.f3 0-0 6.Ae3 Cc6 7.Cge2 Tb8 8.Dd2 a6 9.Ah6 b5 10.h4 e5 11.Axg7 Rxg7 12.h5 Rh8 13.Cd5 bxc4 14.hxg6 fxg6 15.Dh6 Ch5 16.g4 Txb2 17.gxh5 g5 18.Tg1 g4 19.0-0-0 Txa2 20.Cef4 exf4 21.Cxf4 Txf4 22.Dxf4 c3 23.Ac4 Ta3 24.fxg4 Cb4 25.Rb1 Ae6 26.Axe6 Cd3 27.Df7 Db8+ 28.Ab3 Txb3+ 29.Rc2 Cb4+ 30.Rxb3 Cd5+ 31.Rc2 Db2+ 32.Rd3 Db5+ 0-1

## Codis ECO i denominació de les variants
L'Encyclopaedia of Chess Openings (ECO) classifica l'índia de rei sota els codis E60 a E99.
- E60 Índia de rei
- E61 Índia de rei, 3.Cc3
- E62 Índia de rei, variant del fianquet
- E63 Índia de rei, fianquet, variant Panno
- E64 Índia de rei, fianquet, sistema iugoslau
- E65 Índia de rei, iugoslava, 7.O-O
- E66 Índia de rei, fianquet, iugoslava-Panno
- E67 Índia de rei, fianquet amb ...Cbd7
- E68 Índia de rei, fianquet, variant clàssica, 8.e4
- E69 Índia de rei, fianquet, línia principal clàssica
- E70 Índia de rei, 4.e4
- E71 Índia de rei, sistema Makogónov (5.h3)
- E72 Índia de rei amb e4 i g3
- E73 Índia de rei, 5.Ae2
- E74 Índia de rei, Averbakh, 6...c5
- E75 Índia de rei, Averbakh, línia principal
- E76 Defensa índia de rei, atac dels quatre peons
- E77 Índia de rei, atac dels quatre peons, 6.Ae2
- E78 Índia de rei, atac dels quatre peons, amb Ae2 i Cf3
- E79 Índia de rei, atac dels quatre peons, línia principal
- E80 Índia de rei, variant Sämisch
- E81 Índia de rei, Sämisch, 5...O-O
- E82 Índia de rei, Sämisch, 6....b6
- E83 Índia de rei, Sämisch, 6...Cc6
- E84 Índia de rei, Sämisch, línia principal - Panno
- E85 Índia de rei, Sämisch, variant ortodoxa
- E86 Índia de rei, Sämisch, ortodoxa, 7.Cge2 c6
- E87 Índia de rei, Sämisch, ortodoxa, 7.d5
- E88 Índia de rei, Sämisch, ortodoxa, 7.d5 c6
- E89 Índia de rei, Sämisch, línia principal - ortodoxa
- E90 Índia de rei, 5.Cf3
- E91 Índia de rei, 6.Ae2
- E92 Índia de rei, variant clàssica
- E93 Índia de rei, sistema Petrossian, línia principal
- E94 Índia de rei, variant ortodoxa
- E95 Índia de rei, ortodoxa, 7...Cbd7, 8.Te1
- E96 Índia de rei, ortodoxa, 7...Cbd7, línia principal
- E97 Índia de rei, ortodoxa, variant Aronin-Taimanov (atac iugoslau / variant Mar del Plata)
- E98 Índia de rei, ortodoxa, Aronin-Taimanov, 9.Ce1
- E99 Índia de rei, ortodoxa, Aronin-Taimanov, línia principal